# Johann Albrecht Bengel

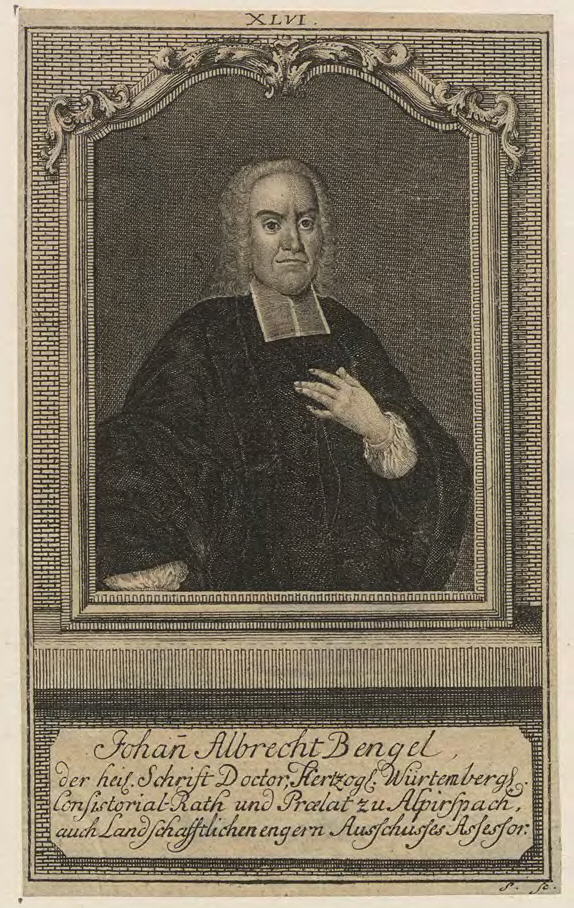
Johann Albrecht Bengel

Johann Albrecht Bengel (* 24. Juni 1687 in Winnenden; † 2. November 1752 in Stuttgart) war ein deutscher lutherischer Theologe und Pädagoge. Seine produktivste Zeit verbrachte er von 1713 bis 1741 als Lehrer in der Klosterschule Denkendorf. Danach stieg er als Prälat von Herbrechtingen und Alpirsbach in kirchenleitende Ämter auf.
Zu Bengels Lebzeiten waren Pietisten in der württembergischen Landeskirche auf allen Ebenen bis in die Kirchenleitung anzutreffen. Die als Pietismus bezeichnete religiöse Erneuerungsbewegung setzte auf eine vertiefte persönliche Frömmigkeit und stand damit teilweise im Gegensatz zur etablierten, an konfessioneller Rechtgläubigkeit interessierten Altlutherischen Orthodoxie. Pietisten entwickelten beispielsweise neue Formen des Umgangs mit der Bibel, eine modernere Pädagogik und neue Formen des Gemeinschaftslebens. Bengel steht als bedeutendster württembergischer Pietist seiner Zeit für eine eher individualistische und biblizistische Ausprägung des Pietismus, die in den Strukturen der Landeskirche verblieb. Er ist besonders durch seine chiliastischen Endzeittheorien und seine exegetischen Leistungen bekannt. Bengel war einer der Begründer der Textkritik des Neuen Testaments. In der Eschatologie vertrat Bengel die Auffassung, dass der persönlichen Wiederkunft Christi und dem Jüngsten Gericht ein Zeitraum von zweimal tausend Jahren vorausgehen sollte (Dischiliasmus).

## Leben

### Familiärer Hintergrund

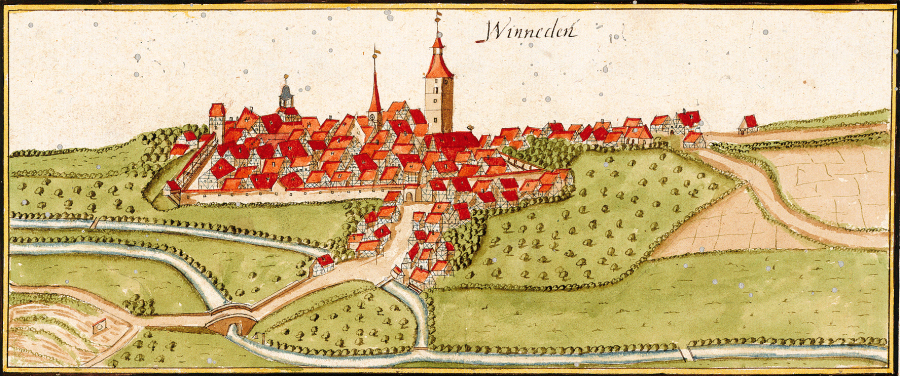
Ansicht von Winnenden (Forstlagerbücher des Andreas Kieser, 1686)

Johann Albrecht Bengels Eltern waren Albrecht Bengel (* 1650 in Stuttgart) und Barbara Sophie geb. Schmidlin (* 1660 in Sindelfingen). Beide gehörten der Württembergischen Ehrbarkeit an; ihre Vorfahren waren teils Theologen, teils Verwaltungsbeamte. Albrecht Bengel hatte nach dem Theologiestudium in Tübingen vier Jahre an der Klosterschule Bebenhausen unterrichtet und nach der Heirat 1681 die Stelle eines Diaconus (zweiten Pfarrers) in Winnenden angetreten. Er soll gelehrt und fleißig gewesen sein, ein geschickter Pädagoge, dabei von asketischer Frömmigkeit.
Der Sohn Johann Albrecht, geboren am 24. Juni 1687 und am gleichen Tag im Pfarrhaus notgetauft, war das vierte von sieben Kindern. Bis auf ihn und den jüngeren Bruder Joseph (1689–1752) überlebte keines die Säuglings- und Kleinkinderzeit. Johann Albrecht Bengel war zeitlebens häufig krank, ohne dass bekannt wäre, an welchen Krankheiten er litt. In der Kindheit war er auf einem Auge fast erblindet, so dass er sein ganzes Gelehrtenleben mit der Sehkraft eines Auges auskommen musste – was er aber weitgehend geheim hielt.
Im Frühjahr 1693 grassierte in Winnenden die „hitzige Krankheit“ (Typhus). Albrecht Bengel infizierte sich und starb 42-jährig. Die Witwe musste aus dem Pfarrhaus ausziehen und kaufte ein Haus in Winnenden. Es wurde mitsamt der Bibliothek und der übrigen Habe zerstört, als französische Truppen während des Pfälzischen Erbfolgekrieges am 6. August 1693 die Stadt niederbrannten.
Barbara Sophie Bengel lebte vier Jahre als Witwe und heiratete 1702 Johann Albrecht Glöckler. Als Klosterverwalter von Maulbronn und ab 1707 als Rechnungsbankrat in Stuttgart förderte Glöckler die Ausbildung seines Stiefsohns.

### Schulzeit
Den fast sechsjährigen Johann Albrecht hatte Barbara Sophie Bengel nach dem Tod ihres Mannes einem Pflegevater als Kostgänger anvertraut: dem Lateinlehrer David Wendelin Spindler, der ein Freund des Verstorbenen gewesen sein soll. Da er wie dieser 1650 geboren war, kannten sich beide wahrscheinlich aus Schulzeiten, jedenfalls aber aus dem Tübinger Stift. Spindler zog mit seiner Familie und dem Pflegesohn nach Marbach. Am 7. August 1693 wurde auch dieser Ort von französischen Truppen niedergebrannt und Spindlers Haus geplündert. 1696 trat Spindler eine neue Stelle an der Lateinschule in der Kleinstadt Schorndorf an, die im Pfälzischen Erbfolgekrieg unversehrt geblieben war. Bengels Kindheit im Hause Spindler förderte seine „Neigung zum Einzelgänger, zur Eigenbrödelei“ (Gottfried Mälzer). Spindlers eigene Kinder und Stiefkinder waren mehr als zehn Jahre älter als er, so dass er mit ihnen wenig Kontakt hatte. Der Pflegevater hielt ihn zum Bibellesen an, entwarf für ihn aber auch ein ambitioniertes lateinisches Unterrichtsprogramm. In Schorndorf sang der Lateinschüler Bengel im Chor und hatte ähnlich wie ein Ministrant bei den Abendmahlsgottesdiensten zu assistieren.

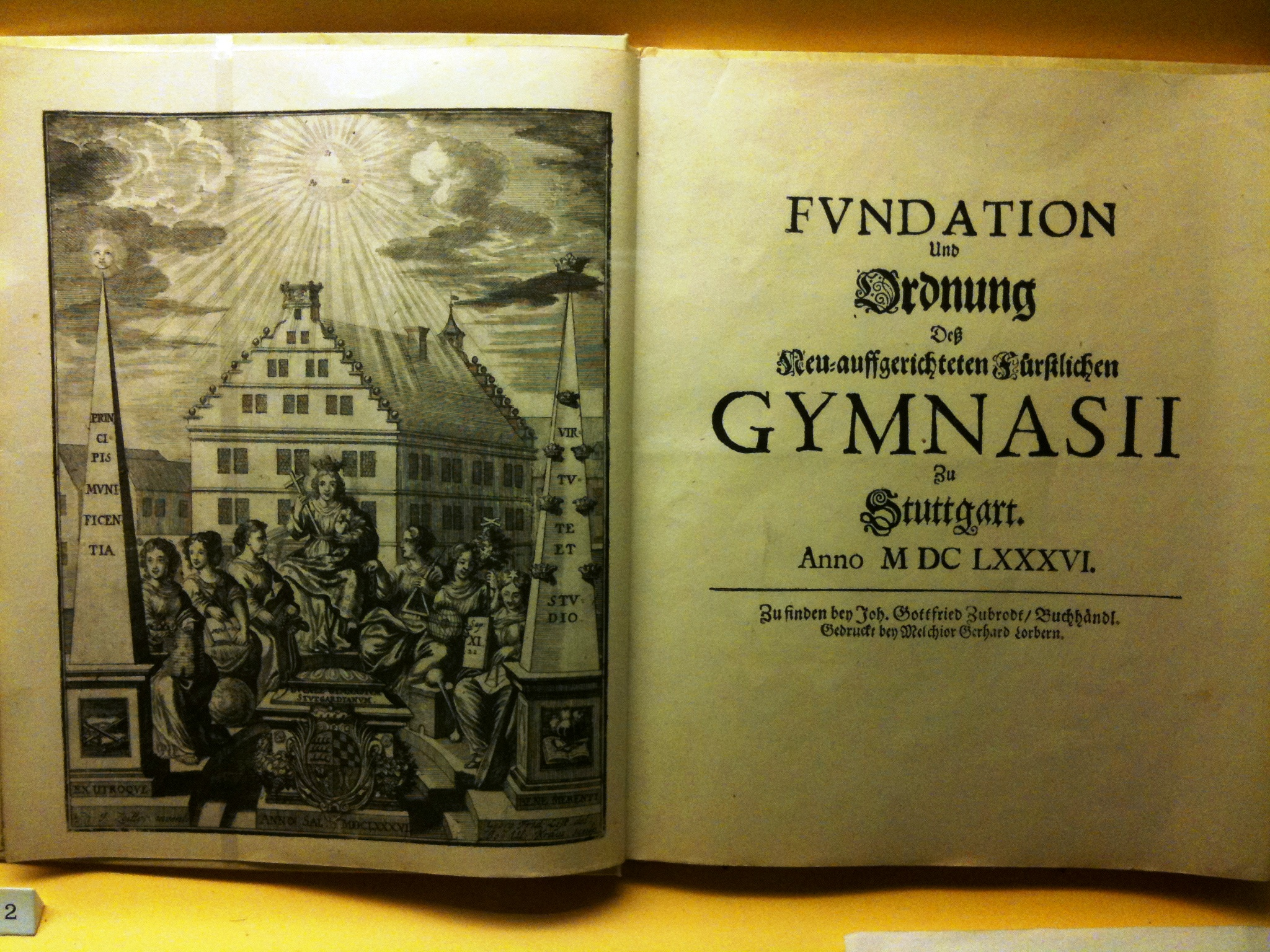
Fundation Und Ordnung Deß Neu-auffgerichteten Fürstlichen Gymnasii Zu Stuttgart (1686)

Im Jahr 1699 wurde Spindler an das Stuttgarter Gymnasium Illustre versetzt, was ein für ihn ehrenvoller Karriereschritt war. Sein Pflegesohn Bengel besuchte nun die beste Schule des Landes und wusste rückblickend zu schätzen, dass er dort „nebst anderen nöthigen Dingen, in der Mathematic, … in der Historie, in lingua Gallica & Italica einen Grund legte“. Als Halbwaise und Pfarrerssohn hätte es für ihn an sich nahegelegen, das Landexamen abzulegen und dann auf Staatskosten Theologie zu studieren. Unterstützt von Spindler, wechselte er stattdessen 1700 ins Stuttgarter Obergymnasium. Das hieß Unterricht in Lateinisch, Griechisch, Hebräisch, Philosophie und Theologie, aber auch Mathematik, Physik, Astronomie und Geographie, schließlich politische sowie Kirchen- und Literaturgeschichte. Das ausgeprägte Interesse Bengels für Mathematik und Astronomie einerseits, chronologische Fragen andererseits wurde hier geweckt. In seiner Freizeit las Bengel pietistische Klassiker: Johann Arndts Vier Bücher vom wahren Christentum und Paradiesgärtlein, Emanuel Thomsons Gülden Kleinod der Kinder Gottes, Johann Gerhards Meditationes sacrae ad veram pietatem excitandam, August Hermann Franckes Einfältiger Unterricht, wie man die Heilige Schrift zu seiner wahren Erbauung lesen sollte. Hier zeigt sich der Einfluss des Pflegevaters Spindler, der als führender Pietist mit separatistischen Neigungen ab 1702 immer mehr ins Visier der württembergischen Behörden geriet. Spindler ging nämlich nicht mehr zum Abendmahl, nachdem er beim Kommunionempfang vom Pfarrer, einem Pietismus-Gegner, demütigend behandelt worden war. Eine solche Verweigerungshaltung eines Lehrers am Gymnasium illustre war nicht akzeptabel. 1710 wurde Spindler aus dem Schuldienst entlassen, nach 1711 verliert sich seine Spur. Bengel wohnte schon in Tübingen, bekam diesen Konflikt aber zweifellos mit. Er äußerte sich über Spindler stets sehr respektvoll.

### Studium und Vikariat

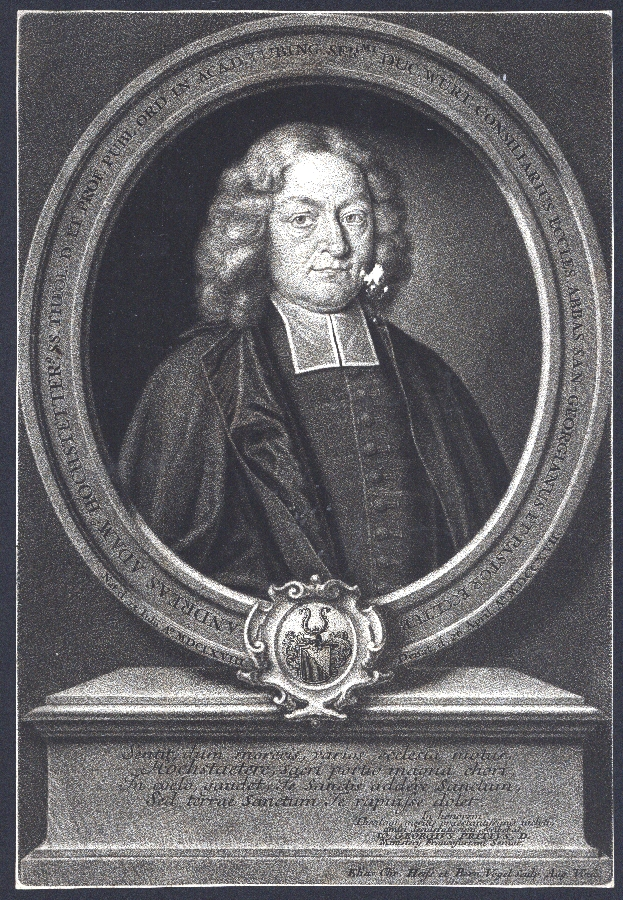
Andreas Adam Hochstetter

Nach Ostern 1703 trat Johann Albrecht Bengel ins Tübinger Stift ein; sein Stiefvater Johann Albrecht Glöckler übernahm fortan die Rolle des Pflegevaters. Er durchlief zunächst ein Studium generale mit einem ähnlichen Fächerkanon wie eine mittelalterliche Artistenfakultät. Moralphilosophie unterrichtete der Pietist Andreas Adam Hochstetter. Johann Conrad Creiling unterrichtete ihn in Physik, Mathematik und Astronomie. 1704 legte Bengel als Jahrgangsbester die philosophische Magisterprüfung ab. Er studierte anschließend, durch längere Krankheit unterbrochen, Theologie.
Nach Abschluss des Studiums mit dem Konsistorialexamen im Dezember 1706 folgte für Bengel zunächst eine Tätigkeit als Repetent im Stift und Hauslehrer. Rund sechs Jahre blieb er nach dem in knapper Zeit absolvierten eigentlichen Theologiestudium auf diese Weise der Universität verbunden, erledigte für seine Professoren Arbeitsaufträge und vertiefte seine eigenen theologischen Kenntnisse. Als Repetent hatte er einen Predigtauftrag in der Tübinger Spitalskirche. Vergleichbar modernen Praktika, sammelte Bengel Gemeindeerfahrung als Vikar in Metzingen, Nürtingen, Tübingen und Stuttgart, von wo er stets wieder ins Stift zurückkehrte. Der Einfluss Hochstätters auf Bengel setzte sich fort. Hochstätter war Pfarrer in Tübingen, später Oberhofprediger in Stuttgart – Bengel begleitete ihn nach eigenen Worten als Vikar „wie eine kleine Leuchte den Mond“.

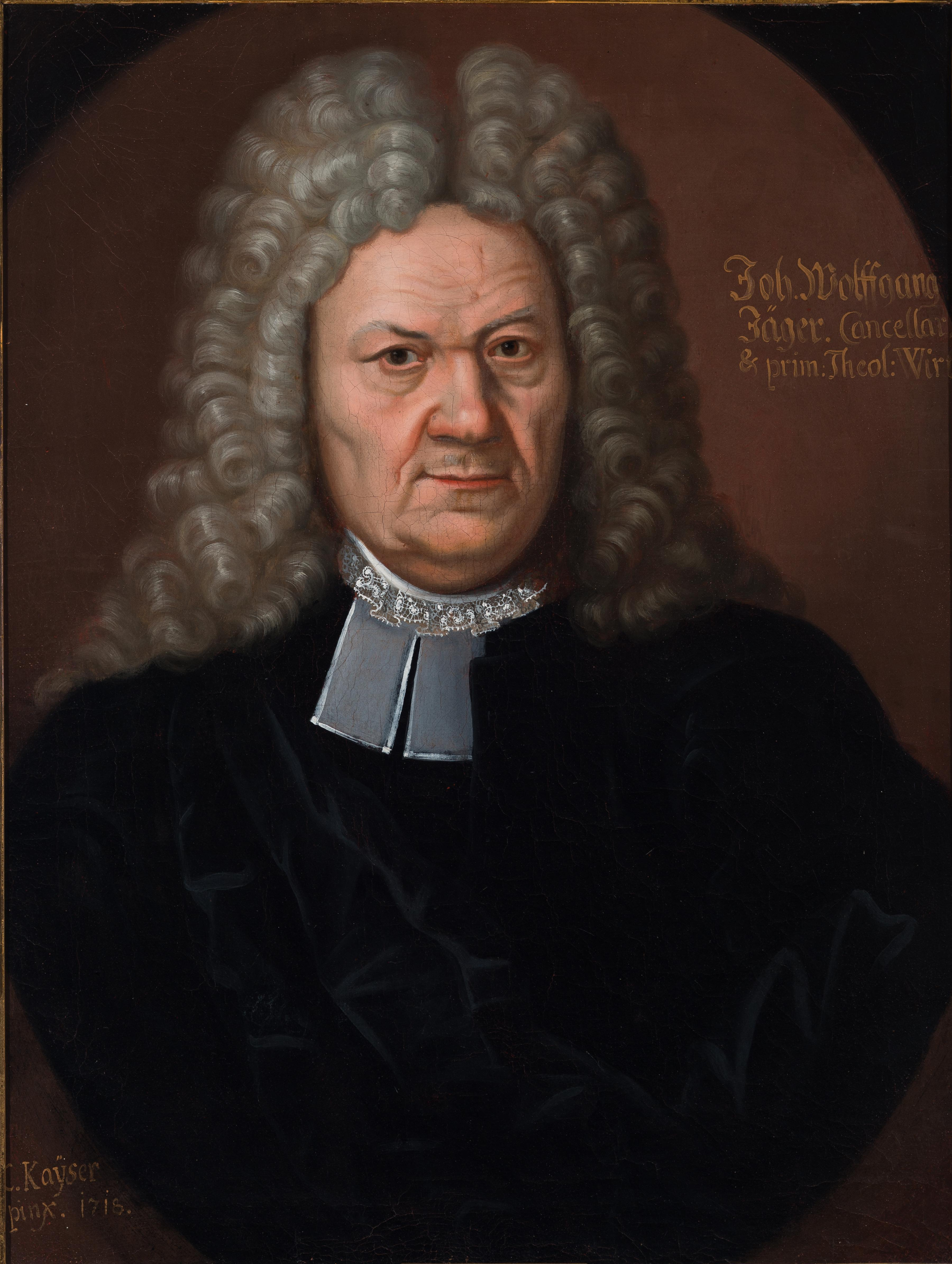
Johann Wolfgang Jäger

Doch auch ein erklärter Pietismus-Gegner übte auf Bengel in seiner Tübinger Zeit starken Einfluss aus: Johann Wolfgang Jäger, ein Vertreter der altlutherischen Orthodoxie und Kanzler der Universität. Jäger interessierte sich als Kontroverstheologe für die katholische Mystik, zumal er wahrnahm, dass dieses Schrifttum von evangelischen Pietisten gelesen wurde. Gemeinsam mit dem Studienkollegen Wilhelm Ludwig Mohl erarbeitete Bengel im Auftrag Jägers eine Disputation, in der die beiden von einem orthodox-lutherischen Standpunkt aus „wahre“ und „falsche“ Mystik unterschieden. Gegen die spekulative Mystik des radikalen Pietismus vertrat Bengel nun eine „Bibelmystik“. Jäger setzte sich außerdem mit dem „Atheisten“ Baruch de Spinoza auseinander und beauftragte Bengel damit, einen Überblick zu Leben und Lehre Spinozas zu erstellen. Bengel hätte viel für seine spätere Bibelhermeneutik lernen können, wenn er sich auf Spinozas Denken eingelassen hätte. Das geschah aber nicht; Spinozas Theorien wurden von ihm als verrückt und abscheulich diffamiert, ein „Wald von Irrtümern mit lauter vergifteten Bäumen“.
Bengel machte seit 1705 knappe Tagebuchaufzeichnungen, die nur als Abschrift erhalten sind. „Er benützte offenbar einen Notizkalender, der freien Raum zum Schreiben bot, um wichtigere Daten einzutragen.“ Mehrfach notierte er, Gott habe sein „Herz berührt“ – offensichtlich beim Bibellesen. Eine Lebenswende (Bußkampf und Wiedergeburt), wie sie im Hallischen Pietismus propagiert wurde, hatte Bengel nicht aufzuweisen.

### Studienreise
Im ehemaligen Kloster Denkendorf ließ die württembergische Regierung eine Schule neu einrichten, in der 14- bis 18-jährige Jungen auf das Theologiestudium vorbereitet werden sollten. Die Klosterschule Denkendorf sollte Hirsau ersetzen, das im Pfälzischen Erbfolgekrieg zerstört worden war. Herzog Eberhard Ludwig ernannte mit einem Erlass vom 17. Oktober 1712 Propst Johann Friedrich Hochstetter zum Klostervorsteher, Andreas Christoph Zeller zum ersten und Johann Albrecht Bengel zum zweiten Präzeptor. Bengel hatte seine Ernennung wahrscheinlich der Gunst seines Mentors, des Oberhofpredigers Andreas Adam Hochstetter, zu verdanken.
Da sich der Beginn des Schulbetriebs durch Bauarbeiten noch verzögerte, ermöglichte letzterer dem 26-Jährigen, von März bis Oktober 1713 eine Studienreise zu unternehmen und sich für seine pädagogische Aufgabe weiterzubilden. Das Herzogtum Württemberg zahlte die Reisekosten, Empfehlungsschreiben Hochstetters öffneten ihm einige Türen. Es war die einzige große Reise, die Bengel je unternahm, de facto eine „Pilgerfahrt ins Halle August Hermann Franckes … unterbrochen durch mehr oder minder kurze Rast an verschiedenen Orten auf der Hin- und Rückreise“. Die Hinreise ging über Nürnberg und Jena nach Naumburg, Schulpforta und Weißenfels, weiter nach Merseburg und nach Halle, wo er am 29. Mai eintraf und bis zum 1. September blieb.

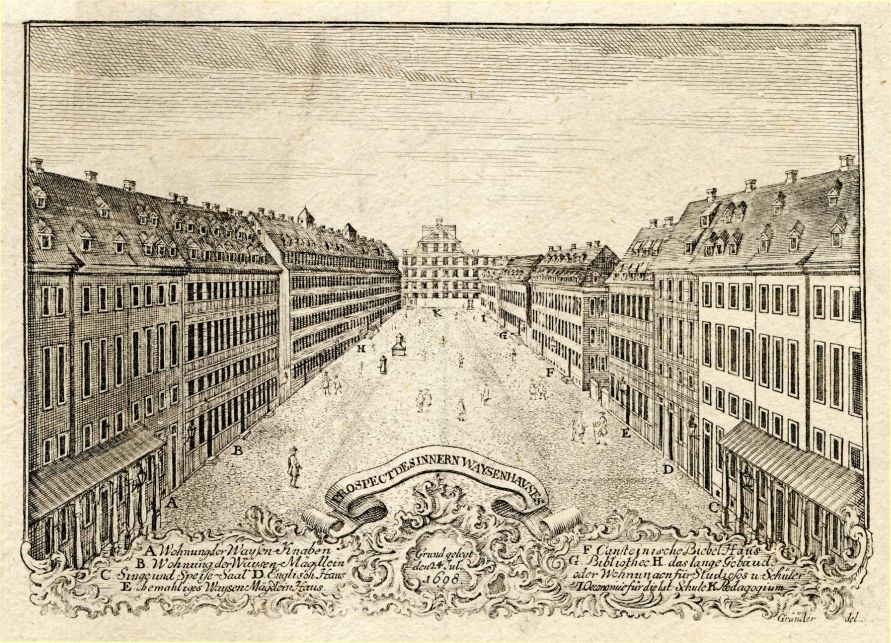
Franckes Pädagogium in Halle-Glaucha (um 1750)

Von einer Weiterreise nach Berlin sah Bengel wegen Seuchengefahr nicht ungern ab – Halle begeisterte ihn. In einem Brief an seinen Mentor, den Oberhofprediger Hochstetter, kontrastierte er das überregulierte Leben im Tübinger Stift und das vergleichsweise freiere Studentenleben in Halle, auf das die Professoren durch ihr eigenes frommes Vorbild, Fürbittengebet, Arbeitsteilung und Eingehen auf die Begabungen der einzelnen Studenten positiven Einfluss nahmen.
Bengel fand ein günstiges Quartier, in dem er zusammen mit einigen Theologiestudenten wohnte. Mit ihrer Hilfe knüpfte er Kontakte. Im Pädagogium erhielt er eine Führung. Das Erfolgsrezept der Francke’schen Pädagogik war: ständige Kontrolle und sinnvolle Beschäftigung der Zöglinge. An der Universität Halle erlebte Bengel Francke mehrfach in Vorlesungen, besuchte von ihm geleitete Gottesdienste und Singstunden. Doch gelang es ihm nur einmal, bei dem Vielbeschäftigten persönlich vorzusprechen. Auch Vorlesungen der Professoren aus dem Kreis Franckes besuchte Bengel. Beiläufig begegnete er im Pädagogium dem dreizehnjährigen Nikolaus Ludwig von Zinzendorf, der, wie Bengel notierte, als Angehöriger des hohen Adels außer dem Grafentitel keine Privilegien genossen habe.
Auf der Rückreise machte Bengel vom 1. bis 25. September Station in Leipzig, um von dort aus Zeitz und Altenburg zu besuchen. In Leipzig traf er den Nürnberger Perückenmacher Johann Tennhardt, als radikaler Pietist eine sehr umstrittene Figur. Über Jena, Gotha und Eisenach wurde Gießen erreicht, wo Bengel eine Woche blieb. Die Universität Gießen war ein pietistisches Zentrum. Bengel erörterte mit den Professoren Johann Christian Lange und Johann Heinrich May Fragen der Bildungs- und Kirchenreform. In Frankfurt am Main sah er sich die Judengasse an und besuchte eine Synagoge. Über Hanau und Heidelberg kehrte er nach Stuttgart zurück.

### Klosterpräzeptor in Denkendorf

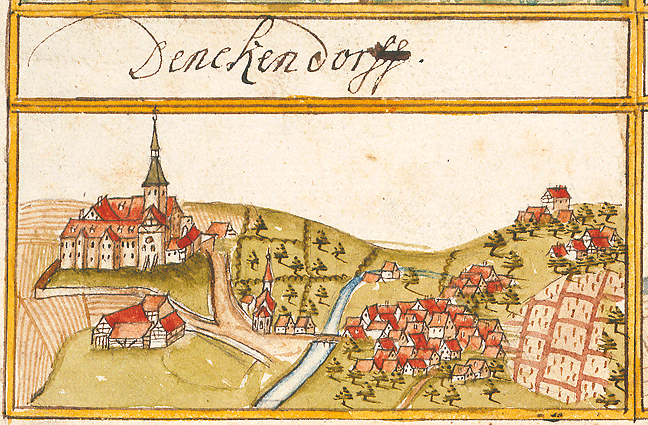
Ansicht von Kloster und Ort Denkendorf (Forstlagerbücher des Andreas Kieser, 1686)

Im Dezember 1713 trat Bengel seine Stelle als Präzeptor in Denkendorf an. Kloster und Ort Denkendorf lagen eine halbe Tagesreise entfernt von der Residenzstadt Stuttgart, aber in nur einer Stunde erreichte man die Reichsstadt Esslingen. Bengel war bestrebt, Impulse aus der Franckeschen Pädagogik in Denkendorf umzusetzen. Dass die Arbeits- und Privatzimmer von Lehrern und Schülern im Kloster Denkendorf nahe beieinander lagen, passte zu diesem Konzept, denn es ermöglichte die ständige Beaufsichtigung der Schüler. Die für den Hallischen Pietismus kennzeichnende Anleitung der Jugendlichen zum Bußkampf, d. h. zu einer Lebenskrise, die zu einem Bekehrungserlebnis führen sollte, übernahm Bengel nicht. Die äußeren, klösterlich anmutenden Formen des Denkendorfer Schulalltags waren ihm vorgegeben. Der stets gleiche Tagesablauf begann mit dem Glockenschlag um vier, im Winter um fünf Uhr. Für die Jugendlichen, die Kutten und Perücken trugen, wechselten sich gemeinsame und private Andacht, Unterricht und Privatstudium den Tag über ab. Nach dem mittäglichen lateinischen Chorgebet und dem Essen (mit Tischlesung aus der Bibel) war eine Stunde Freizeit. Vor dem Abendessen war wieder Chorgebet, beim Abendessen Bibellesung, und im Sommer klang der Tag danach mit einem gemeinsamen Spaziergang aus.
Die Antrittsrede Bengels verdeutlicht sein Programm: Das Trachten nach Frömmigkeit als sicherster Weg zur Gelehrsamkeit (De certissimo ad veram eruditionem perveniendi ratione per studium pietatis). Bengel entwickelte dabei den originellen Gedanken, dass die Begabung zwar von Natur aus unterschiedlich verteilt sei, aber die Frömmigkeit eine schwache Begabung kompensieren könne. Frömmigkeit sei die Voraussetzung jeder echten Bildung – in jedem Fachgebiet, auch in den Naturwissenschaften seien die frommen den übrigen Gelehrten überlegen. Im Zentrum der christlichen Schulbildung stehe die Bibel, weil in ihr, so Bengels These, alle Wissensgebiete, wenn nicht enthalten, so doch mindestens berührt seien.
Die Klosterschüler verblieben etwa zwei Jahre in Denkendorf, wechselten dann an die Klosterschule Maulbronn und traten danach ins Tübinger Stift ein. Unter dem Titel Sag, warum du hier bist (Dic cur hic) gab Bengel ihnen einen Lehrplan an die Hand, ergänzt um acht Regeln, an denen sie sich zu orientieren hatten. Sie sollen beispielsweise Tagebücher und Notizbücher führen, ihre wöchentlichen Fortschritte kontrollieren und fleißig exzerpieren.
Bengel unterrichtete Latein, Griechisch und Hebräisch ebenso wie Geschichte, Mathematik und Logik. Seine erste Veröffentlichung war 1719 eine Edition von lateinischen Briefen Ciceros (M. Tulli Ciceronis epistulae ad diversos vulgo familiares), 1722 folgte eine griechisch-lateinische Edition der Dankesrede des Gregorios Thaumaturgos an Origenes. Bengels nächste Veröffentlichung war eine griechisch-lateinische Edition der Schrift des Johannes Chrysostomos über das Priestertum (De sacerdotio), welche für die Klosterschüler aus sprachlichen Gründen empfehlenswert, aber auch eine schöne Vorbereitung auf das geistliche Amt sei. Er trieb einen großen Aufwand, um die beste Textfassung zu ermitteln; seine Edition von De sacerdotio (Stuttgart 1725) wird derjenigen Bernard de Montfaucons (übernommen in Mignes Patrologia Graeca) vorgezogen und erst 1906 durch die Edition von J. A. Nain abgelöst. Bengel sah die anspruchsvolle Neuedition von Texten, die vom Lehrplan als Schullektüre verbindlich vorgesehen waren (Cicero für den Lateinunterricht, außerdem ein griechischer Kirchenvater) als Fingerübungen für sein großes Projekt: die Edition des griechischen Neuen Testaments, die 1734 erschien. Seine Briefe dokumentieren, dass er auf einen Ruf an die Universität Tübingen hoffte, aber vergebens.
Seit den 1730er Jahren beschäftigte sich Bengel mit Berechnungen der Heilsgeschichte. Darin tritt eine antikatholische Grundausrichtung zunehmend deutlicher hervor. Dass der Papst der Antichrist sei, konnte Bengel schon bei Luther lesen. Seine Briefe zeigen, dass ihn Nachrichten über die Verfolgung evangelischer Christen in Ungarn und Polen beschäftigten. Als dann 1731 die Salzburger Exulanten in Württemberg eintrafen, wurden die Informationen über das aggressive Vorgehen der Gegenreformation für ihn erfahrbare Realität. Anfang 1732 erreichte eine Exulantengruppe Choräle singend die Denkendorf benachbarte Reichsstadt Esslingen, und ein Kollekten- und Unterstützungsprogramm lief zu ihrer Integration an. Dann schien die Verfolgung Evangelischer sogar das Herzogtum Württemberg zu erreichen: Graf Ludwig Xaver von Fugger betrieb 1734 eigenmächtig die Rekatholisierung von Gruppenbach, was Ende 1735 von Truppen des – katholischen – Herzogs Karl Alexander unterbunden wurde. Ihr Kommandeur war der Vater eines Denkendorfer Klosterschülers.

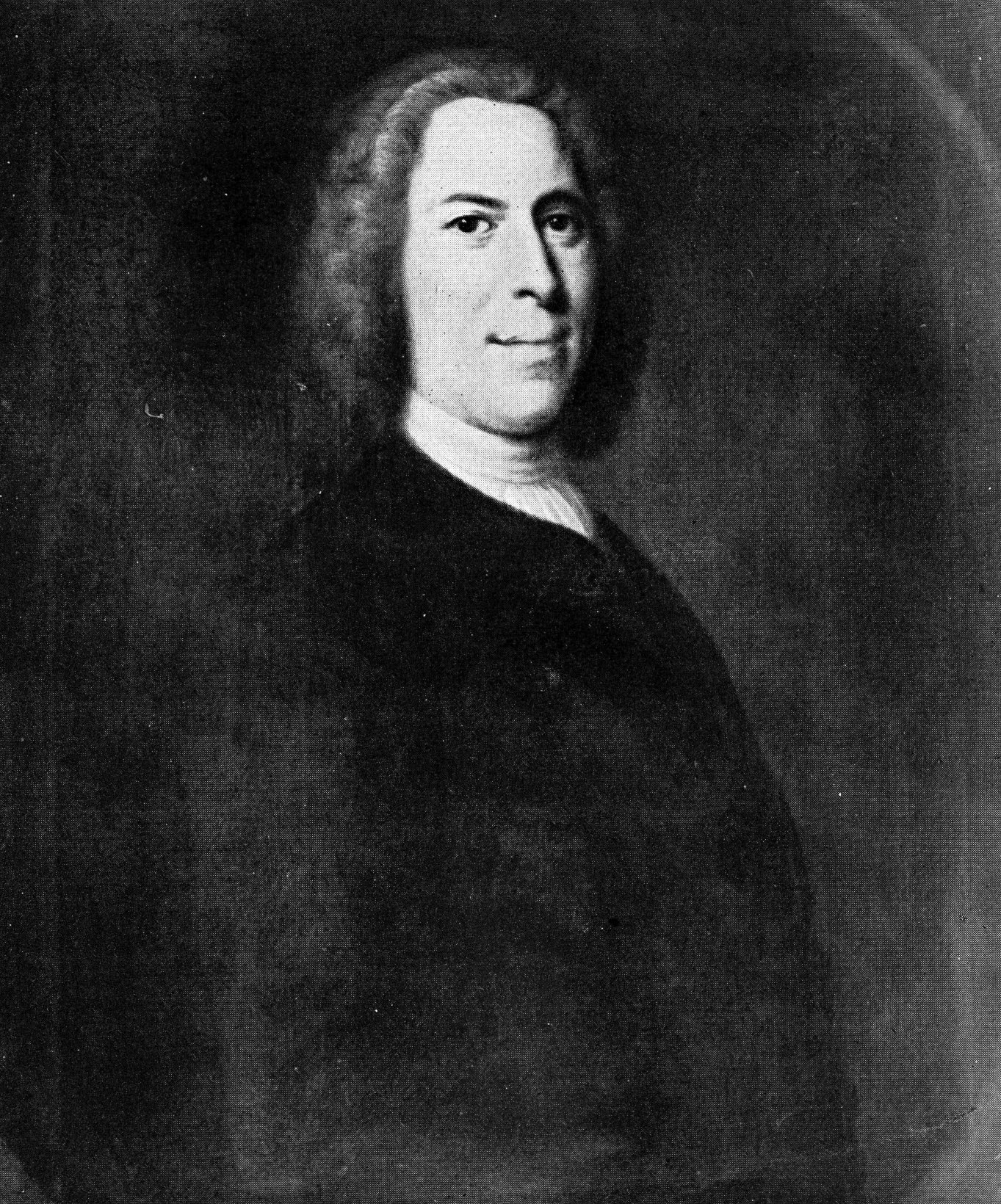
Nikolaus Ludwig von Zinzendorf (1731, Balthasar Denner, Unitätsarchiv Herrnhut)

Zum theologischen Meisterschüler Bengels entwickelte sich Friedrich Christoph Oetinger, der 1722 ins Tübinger Stift eingetreten war und seit 1727 mit Bengel im Briefwechsel stand. Bengel erlebte auf diese Weise Oetingers Faszination von der Herrnhuter Brüdergemeine des Grafen Nikolaus Ludwig von Zinzendorf und Oetingers allmähliche Entfremdung von der Herrnhuter Frömmigkeit in allen Details mit. Als Zinzendorf 1734 eine Reise durch Württemberg unternahm, besuchte er über Ostern auf Vermittlung Oetingers hin auch Denkendorf. Zinzendorfs Reisetagebuch zufolge, das allerdings Oetinger für ihn führte, war Bengel zwar ein „mann von gar schwachem außsehen und von sehr Trokner rede“. Doch seien die langen heilsgeschichtlichen Betrachtungen, mit denen sich der Kreis um Bengel beschäftigte, für Zinzendorf wichtig und der Abstecher nach Denkendorf „ein Tag Neuer und unerhörter auffschlüße der schrifft und Göttlicher wahrheiten“ gewesen. Bengel hoffte, die Herrnhuter Frömmigkeit in seinem Sinn beeinflusst zu haben. Doch stellte sich heraus, dass die Freundlichkeit Zinzendorfs pure Höflichkeit und der Graf von den Endzeitberechnungen Bengels stark befremdet war.

### Prälat in Herbrechtingen

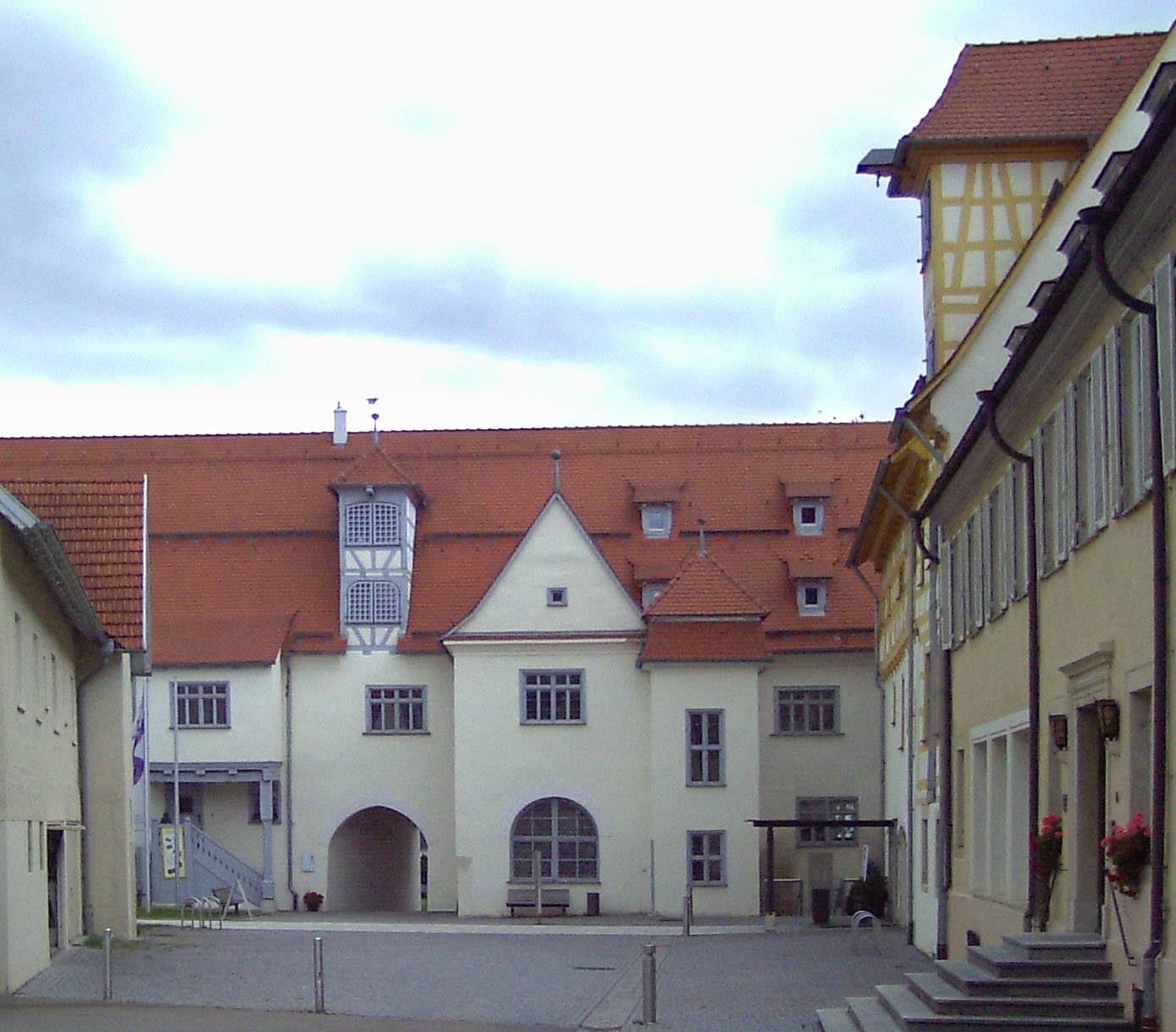
Propstei des Klosters Herbrechtingen

Spät machte Johann Albrecht Bengel dann doch Karriere, wenn auch nicht in der akademischen Welt. 1741 wurde er Prälat in Herbrechtingen und hatte die Aufgaben eines Gemeindepfarrers. Für die Kanzelpredigt besaß er keine besondere Begabung, aber er hielt regelmäßige pietistische Erbauungsstunden ab. Als Prälat gehörte Bengel auch der württembergischen Ständeversammlung an und stieg in Leitungsämter auf. 1747 wurde er in den Großen Ausschuss, im folgenden Jahr in den Engeren Ausschuss der Landschaft gewählt. Er kam nun öfter auf Dienstreisen nach Stuttgart. Da die württembergischen Herzöge absolutistisch regierten, hatten Ausschussmitglieder wie Bengel wenig politische Macht. Bengel verlebte in Herbrechtingen eine insgesamt ruhige Zeit, in der er sich seinen Studien widmen konnte.
Ab 1742 trafen bei Bengel Anfragen zur Herrnhuter Brüdergemeine ein. Seit 1747 riet er dem württembergischen Konsistorium zur Distanzierung von den Herrnhutern und von Zinzendorf, den er als falschen Propheten bezeichnete. Gegen die Herrnhuter Blut- und Wundenfrömmigkeit bezog Bengel 1751 in einer Publikation Stellung, die zugleich sein abschließendes Votum in der Auseinandersetzung mit Zinzendorf darstellte.

### Letzte Lebensjahre
Im Jahr 1749 erhielt Bengel die Titularprälatur Alpirsbach, die mit der Stelle eines Konsistorialrats verbunden war. Er wohnte nun in Stuttgart und war in der Kirchenleitung tätig; die Quellen geben aber keinen Aufschluss darüber, welche Positionen er im Konsistorium vertrat. Im Jahr 1751 erhielten alle drei geistlichen Konsistorialräte, also auch Bengel, die Ehrendoktorwürde der Universität Tübingen.
Bengel verbrachte seinen 65. Geburtstag im Sommer 1752 bei leidlicher Gesundheit, aber danach nahmen Appetitlosigkeit, Müdigkeit und Schmerzen im Unterleib zu. Er wurde immer schwächer. Seinen Verpflichtungen in Konsistorium und Synode kam er mit Mühe nach. Mitte Oktober wurde er bettlägerig. Bengel legte keinen Wert darauf, sein Sterben im Sinne einer pietistischen Ars moriendi zu inszenieren. Da er am Abendmahl in der Stiftskirche nicht mehr teilnehmen konnte, wünschte er sich ein Hausabendmahl mit den Angehörigen. Er starb danach am 2. November. Die Beerdigung fand am 5. November statt; die Lage des Grabes ist unbekannt. Der Stiftsprediger und Konsistorialrat Wilhelm Gottlieb Tafinger hielt die Leichenpredigt in der Hospitalkirche über Hebr 7,24–25 . Sie wurde zusammen mit einem Lebenslauf, zahlreichen Nachrufen und einem Verzeichnis der Werke Bengels gedruckt.

### Familie
Der Ehewunsch steht bei Bengel in engem zeitlichem Zusammenhang mit dem Antritt seiner Stelle als Klosterpräzeptor. Im Mai 1714 schrieb er seiner Braut Johanna Regina Seeger (1693–1770), der Tochter des Stuttgarter Landschaftseinnehmers Friedrich Seeger, die Beziehung beider Partner zu Jesus solle die Basis einer gelingenden Ehe werden; das entsprach dem pietistischen Eheideal.
Am 5. Juni 1714 heiratete das Paar in der Stuttgarter Stiftskirche. Johanna Regina Bengel begann gleich nach der Heirat, Griechisch zu lernen, um das Neue Testament im Original lesen zu können.
Die Eheleute hatten zwölf Kinder, von denen sechs als Säuglinge oder Kleinkinder starben:
1. Albrecht Friedrich, früh verstorben
2. Sophie Elisabeth (1717–1777) ⚭ Albrecht Richard Reuß, Herzoglich Württembergischer Rat und erster Leibmediziner in Stuttgart
3. Johanne Regine, früh verstorben
4. Johanne Rosine (1720–1788) ⚭ Christian Gottlieb Willardts, Ratsherr in Esslingen
5. Anna Regine, früh verstorben
6. Joseph, früh verstorben
7. Johann Wilhelm, früh verstorben
8. Auguste Sophia, früh verstorben
9. Maria Barbara (1727–1782) ⚭ Philipp David Burk, Dekan in Kirchheim unter Teck
10. Catharina Margaretha (1730–1788) ⚭ Eberhard Friedrich Hellwag, Dekan in Göppingen
11. Viktor (1732–1759), Mediziner in Stuttgart
12. Ernst (1735–1793), Dekan in Tübingen (Ernst Gottlieb Bengel ist sein Sohn)

Im pietistischen Bürgertum wurden Ehen zunehmend endogam geschlossen, was sich an Bengels Briefwechsel aufzeigen lässt. Johann Albrecht und Johanna Regina Bengel nahmen regen Anteil an der Auswahl geeigneter Ehepartner ihrer Kinder. Wichtigstes Kriterium für einen angehenden Schwiegersohn war dessen richtige Frömmigkeit. Die Hinterbliebenen, und hier besonders der Schwiegersohn Philipp David Burk, pflegten Bengels Erbe. Burk arbeitete eng mit Bengel zusammen, teilweise als dessen Sekretär. Er regte an, einen Gnomon zum Alten Testament zu verfassen. Bengel billigte das Projekt und verfasste ein Vorwort. Es erschienen Teilbände zu den Kleinen Propheten (1753) und zu den Psalmen (1760), doch erreichte Burk nicht die Originalität seines Schwiegervaters.

## Werk

### Bibelmystik
Bengel war vor allem Bibelleser. „So widersprüchlich es zu klingen scheint: Bengel erfährt die unmittelbare Gottesbegegnung der Mystik im Schriftwort.“ Dies setzte ein großes Interesse für die Details des Bibeltextes und für Nuancen des Koine-Griechischen frei. Die Übernahme des Inspirationsdogmas der altlutherischen Orthodoxie hatte allerdings zur Folge, dass Bengel die historische Entstehung biblischer Texte nicht in den Blick bekam. „So wurde die Exegese der Aufklärung … seiner Bibeltheologie höchst gefährlich“, urteilt Martin Brecht und folgert, Bengels „realistischer“ Umgang mit biblischen Texten sei nach der Aufklärung „nicht mehr ohne weiteres möglich“.

### Textkritik des Neuen Testaments
Bereits in seiner Tübinger Studienzeit hatten Bengel die vielen Varianten zum Textus receptus des griechischen Neuen Testaments beunruhigt, die die Oxforder Edition von John Fell (1675, Nachdruck Halle 1702) verzeichnete. Der göttlich inspirierte Urtext war offensichtlich nicht identisch mit dem Textus receptus, sondern durch Kopistenfehler im Lauf der Jahrhunderte entstellt worden.
Als Klosterpräzeptor in Denkendorf arbeitete Bengel mit seinen Schülern in einem etwa zweijährigen Turnus das griechische Neue Testament komplett durch. Die verschiedenen griechischen Ausgaben des Neuen Testaments, die von den Klosterschülern mitgebracht wurden, scheinen Bengel angeregt zu haben, den besten Text zu ermitteln. Am 5. Januar 1715 notierte er in seinem Tagebuch, er plane eine Neuausgabe. Sein Vorbild war die 1720 erschienene Edition des hebräischen Alten Testaments durch den Hallenser Professor Johann Heinrich Michaelis.
Als Beigabe zu seiner Edition von Chrysostomos’ De sacerdotio veröffentlichte Bengel 1725 den Prodromus („Vorläufer“), der eine Einführung in De sacerdotio darstellte, zugleich aber auch die Edition eines griechischen Neuen Testaments ankündigte und zwölf Regeln benannte, die bei dieser Edition beachtet werden sollten. Dabei ging es um Layoutfragen und Ähnliches; zur Textkritik stellte Bengel nur drei Regeln auf:
- III „Eine Quintessenz der besten Editionen soll im Haupttext geboten werden: Keine Silbe, die nicht bereits akzeptiert wurde, soll akzeptiert werden.“ (In contextu medullam exhibeto editionum probatissimarum: nullam syllabam antehac non receptam recipito.)
- IV „Keine geringe Aufmerksamkeit soll der Interpunktion und den diakritischen Zeichen gelten.“ (Interpunctionibus, spiritibus et accentibus non mediocrem curam impendito.)
- VII „Offensichtliche Schreibfehler sollen einfach ignoriert werden: Nur bedeutungsvolle oder möglicherweise bedeutungsvolle Varianten sollen geboten werden.“ (Manifesta sphalmata plane negligito: quae lectiones aliquid sunt vel esse videntur, harum syllogen facito.)

Der Prodromus erschien auch als Sonderdruck; Bengel hoffte, damit Gelehrte für die geplante Edition zu interessieren und so ein Netzwerk aufzubauen, das ihm in dem abgelegenen Denkendorf Handschriften und Drucke leihen würde. Da Bengel weder Zugriff auf eine große Bibliothek noch die Mittel für Bibliotheksreisen hatte, kam er nur schwer an Manuskripte, die noch nicht ausgewertet waren. Gotthilf August Francke in Halle vermittelte für ihn einen Kontakt zu dem Frankfurter Büchersammler Zacharias Konrad von Uffenbach. Vier Handschriften wurden Bengel aus der Uffenbach’schen Sammlung zur Verfügung gestellt. Der Tübinger Georg Bernhard Bilfinger, der seit 1725 an der Sankt Petersburger Akademie lehrte, vermittelte die Auswertung einer neutestamentlichen Handschrift, die in Moskau aufbewahrt wurde. Im Auftrag Bengels wurde sie dort von Christoph Friedrich Groß kollationiert. Außerdem schickte Bengel eine Liste von Bibelversen an Maturin Veyssière de La Croze in Berlin, mit der Bitte, die Lesarten der alten armenischen und koptischen Übersetzungen zu überprüfen.
Bengel kündigte im Prodromus 1725 eine Grundregel der Textkritik an, die aus vier Worten bestehen sollte. Erst im Appendix seiner 1734 gedruckten Edition des griechischen Neuen Testaments (Introductio in crisin N.T.) wurde sie dem Leser verraten: „Die schwierigere Lesart ist der leichteren vorzuziehen“ (Proclivi scriptioni praestat ardua).
Die „leichtere Lesart“ definierte Bengel in einem sehr umfassenden Sinn:
- die durch absichtliche oder versehentliche Textänderung des Kopisten erklärbare,
- die von jüngeren Manuskripten gebotene,
- die schlechter bezeugte Lesart oder
- die Lesart, die von nahe verwandten Manuskripten vertreten wird, im Gegensatz zu einer Lesart, die von Manuskripten aus unterschiedlichen Regionen, Sprachen und Jahrhunderten geboten wird.[55]

Diese Grundregel der Textkritik, meist als Lectio difficilior potior bezeichnet, wird bis heute angewandt und teils auf Bengel, teils auf Johann Jakob Wettstein zurückgeführt. Der dahinter stehende Gedanke ist viel älter und findet sich bei Erasmus von Rotterdam (Annotationes, 1519), Jean Leclerc (Ars critica, 1697) und John Mill (Novum Testamentum, 1707). Bengel und Wettstein gemeinsam kommt aber das Verdienst zu, die grundsätzliche Bedeutung dieser Regel erkannt zu haben.
Darüber hinaus erkannte Bengel, dass sich die einzelnen Manuskripte zu Textfamilien ordnen lassen. Er unterschied eine „afrikanische“ (= alexandrinische) Textfamilie, zu der er vor allem den von ihm sehr hoch bewerteten Codex Alexandrinus rechnete, und eine „asiatische“ (= byzantinische) Textfamilie, zu der die meisten griechischen Manuskripte gehörten. Diese Zweiteilung war mit dem Bekanntwerden weiterer Majuskelhandschriften bald überholt, aber Bengels Gedanke der Textfamilien war bahnbrechend. Johann Salomo Semler postulierte 1764 drei Textfamilien, und sein Schüler Johann Jakob Griesbach bezeichnete sie in der bis heute üblichen Weise als westliche, alexandrinische und byzantinische Textform.
Das verarbeitete handschriftliche Material war die schwache Seite von Bengels Textedition. Kurt Aland urteilt: „Es ist aller Ehren wert, daß er von Denkendorf aus 15 bis dahin überhaupt nicht oder nicht voll ausgewertete Handschriften erreichte, aber das war zu wenig, wenn die Ausgabe von der Materialseite aus einen wirklichen Fortschritt bedeuten sollte. […] Von hier aus mußte Bengels Ausgabe der Konkurrenz Wettsteins erliegen.“ Doch falle das gar nicht so negativ ins Gewicht, so Aland, weil die Stärke Bengels wie später Westcott-Horts in der Beurteilung der Varianten liege. Bengel bot dem Leser einen fünffach gegliederten Variantenapparat – das war neu. Er klassifizierte die Varianten folgendermaßen:
- α-Varianten: ursprüngliche Lesarten;
- β-Varianten: wahrscheinlich ursprüngliche, dem Textus receptus jedenfalls überlegene Lesarten;
- γ-Varianten: dem Textus receptus ebenbürtige Lesarten;
- δ-Varianten: weniger gute Lesarten;
- ε-Varianten: zu verwerfende Lesarten.

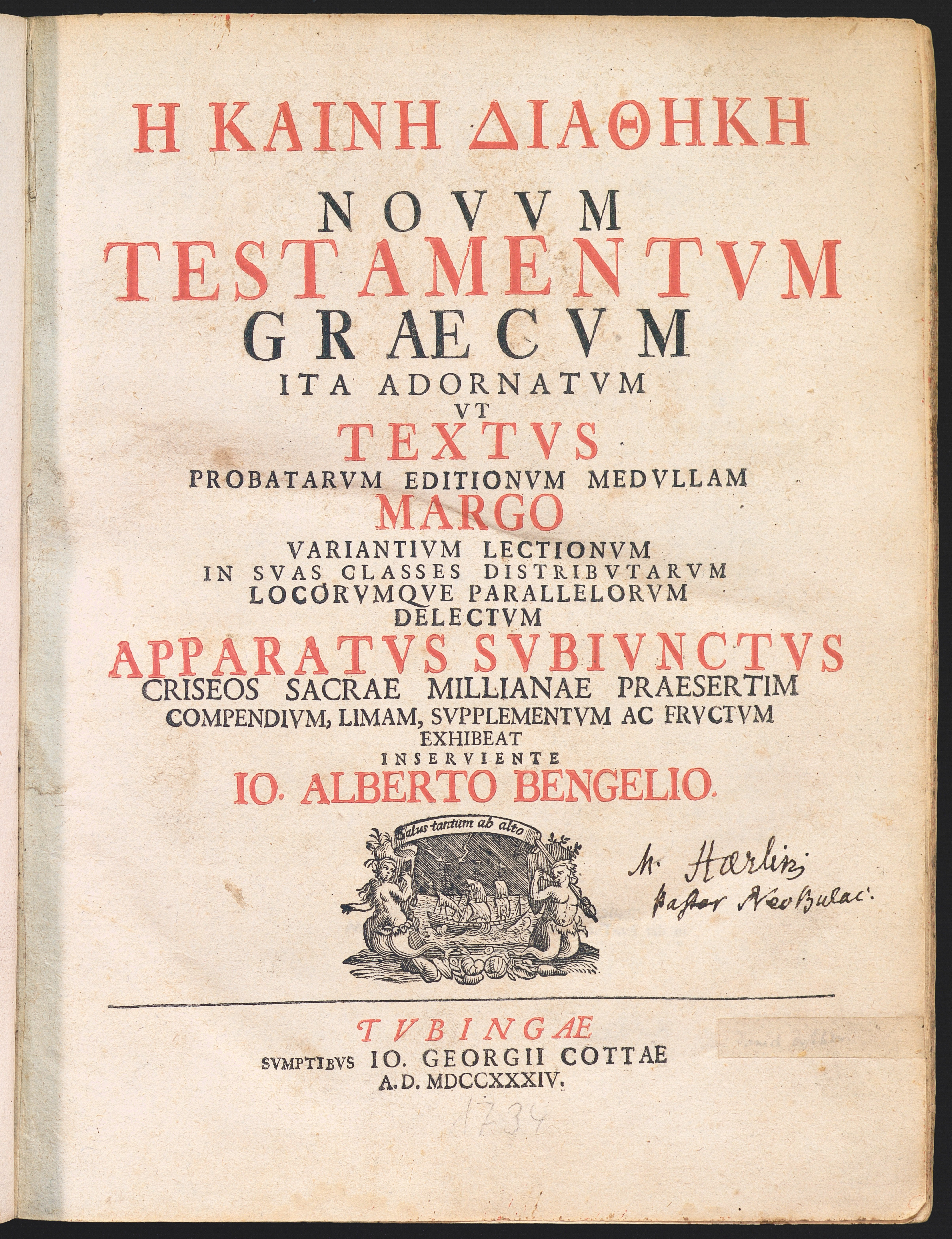
Bengels Edition des griechischen Neuen Testaments (1734)

Im Jahr 1734 erschien Bengels griechisches Neues Testament bei Cotta in Tübingen, eine große Quartausgabe. Der Textteil bot am Fuß der Seite jeweils zwei schmale Apparate gedruckt: a) die wichtigsten und lehrreichsten Textvarianten und b) biblische Parallelstellen. Wer sich über die Textvarianten genauer informieren wollte, fand sie kapitel- und versweise geordnet und von α bis ε klassifiziert im kritischen Apparat im hinteren Teil des Buches. „Übersichtlichkeit wird durch strenge Auswahl aus dem Vorhandenen erzielt;“ damit grenzte sich Bengel von Mill ab, der seine Edition 1707 mit einer Masse von Varianten überfrachtete.
Faber in Stuttgart druckte eine kleine Oktavausgabe mit den wichtigsten Varianten als Marginalien, aber ohne kritischen Apparat, die für die Hand der Studenten bestimmt war.
Als Haupttext behielt Bengel mit Ausnahme der Johannesoffenbarung den Textus receptus bei. Dieser Text wurde von Bengel euphemistisch als „Quintessenz bewährter Editionen“ deklariert, d. h. er legte sich nicht auf einen Druck des Textus receptus fest, sondern suchte sich unter den vorhandenen Drucken die jeweils beste Lesart aus. Auch sein Konkurrent Wettstein blieb im Haupttext beim Textus receptus, und erst Griesbach wagte es 1803/1807, einen philologisch ermittelten Text zu veröffentlichen. Bei der Johannesoffenbarung war die Qualität des Textus receptus so schlecht, dass Bengel sich entschied, stattdessen einen von ihm hauptsächlich anhand des Codex Alexandrinus verbesserten Text zu bieten. Die Sonderbehandlung dieses biblischen Buchs ist allerdings nur vordergründig textkritisch motiviert; der Hauptgrund ist dessen überragende Bedeutung in Bengels Theologie.
Den Schluss des Vaterunsers Mt 6,13b  beurteilte Bengel als sekundär. Den sekundären Markusschluss Mk 16,9–20  dagegen hielt er für authentisch. Bei der Beurteilung des Comma Johanneum war Bengel äußerst konservativ und versuchte, die schlecht bezeugte, aber für die Dogmatik wichtige Texterweiterung in 1 Joh 5,7–8  zu retten.
Die ersten Rezensionen, beispielsweise in der Leipziger Auserlesenen Theologischen Bibliothec und im Tübinger Gelehrten Journal, waren freundlich. Aber im Herbst 1734 erschien Wettsteins Kritik in der Amsterdamer Bibliothèque raisonnée: Wettstein griff Bengel scharf an. Er hielt Proclivi scriptioni praestat ardua für eine rätselhaft formulierte Regel und fand es inkonsequent, dass Bengel nur in der Johannesoffenbarung einen philologisch ermittelten Text bot, in den anderen Büchern aber nicht. Ebenfalls scharfe Kritik brachte ein Anonymus in der Zeitschrift Frühaufgelesene Früchte. Andere Kritiker, darunter Johann Georg Hager und Vertreter der lutherischen Orthodoxie, griffen Bengels Novum Testamentum dafür an, dass vom Textus receptus überhaupt abgewichen worden war. Bengel wehrte sich (was ihm schwerfiel) und verlangte eine Richtigstellung in den von Valentin Ernst Löscher herausgegebenen Frühaufgelesenen Früchten. Löscher antwortete ihm nicht. Gegen Wettstein verteidigte sich Bengel mit einer Defensio, die 1737 in Leiden gedruckt wurde. Er begründete den Abdruck des Textus receptus damit, dass man bei einer so wichtigen Sache keinen Moden folgen dürfe, sonst seien bald etliche abweichende Bibeltexte auf dem Markt. Während er seine Sonderbehandlung der Apokalypse überspielte, betonte er gegen Wettsteins Kritik an der Klassifizierung der Varianten, diese seien nicht zu zählen, sondern zu wägen.

### Auslegung des Neuen Testaments
Bengel lebte in einer Zeit, in der die Evangeliensynopse die Evangelienharmonie zu ersetzen begann. Aber so innovativ er auf dem Feld der Textkritik war, so rückwärtsgewandt war er bei der Evangelienforschung. Seine Richtige Harmonie der vier Evangelisten (1736) war in deutscher Sprache für ein größeres Publikum geschrieben und sollte der Erbauung dienen. Um die Verschiedenheit der Evangelien verständlich zu machen, schlug Bengel den Vergleich mit einer Stadt vor, die von verschiedenen Himmelsrichtungen betrachtet wird. Komplizierte Berechnungen sollten die in den Evangelien berichteten Ereignisse in die richtige Reihenfolge bringen. Die Richtige Harmonie bot auch eine Chronologie des Lebens Jesu mit dem Nachweis, dass er an einem Freitag gestorben sei.

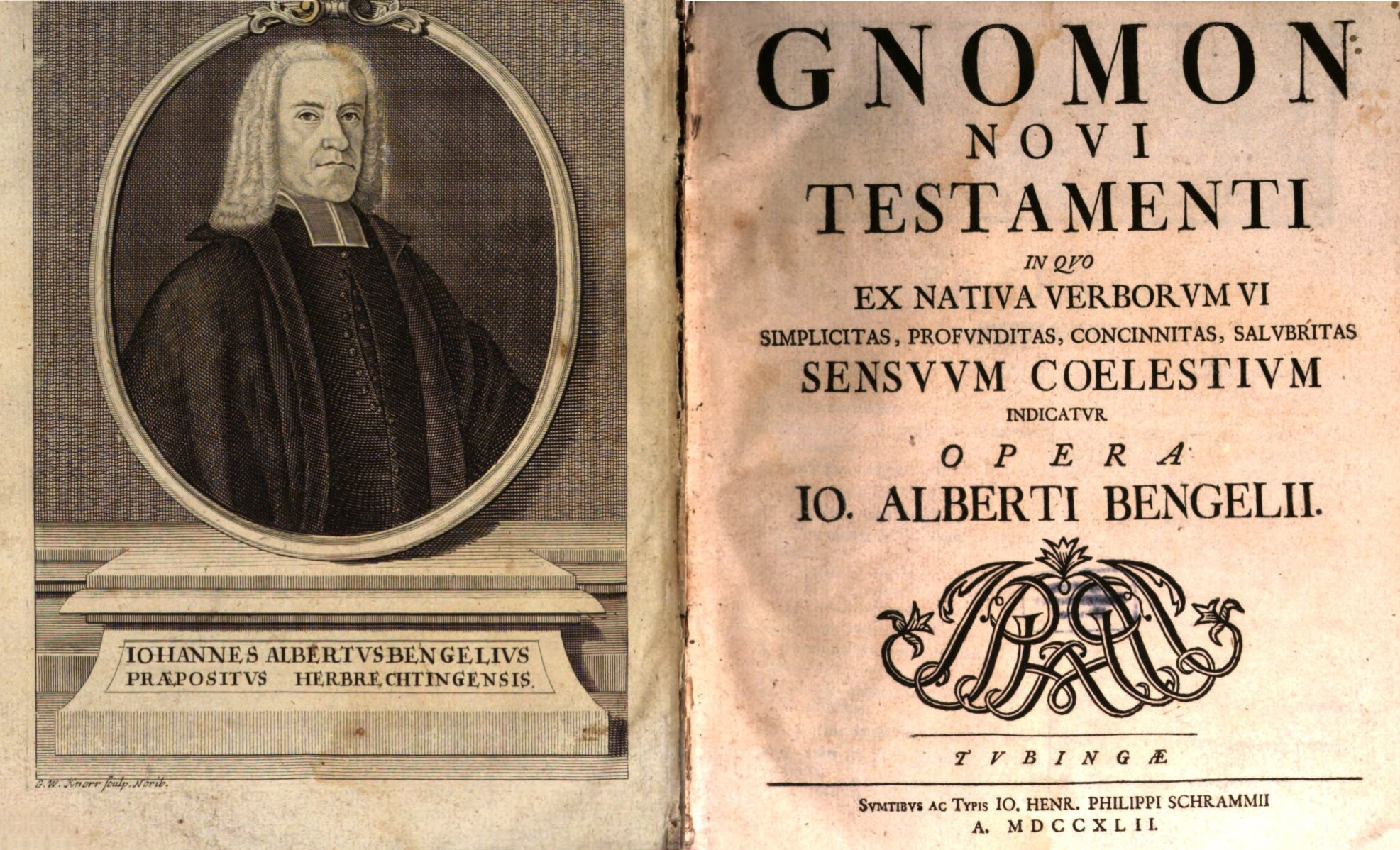
Gnomon Novi Testamenti (Erstausgabe 1742)

Im Jahr 1742 veröffentlichte Bengel sein Hauptwerk, den lateinischen Gnomon Novi Testamenti: einen um Genauigkeit bemühten Kommentar zum Neuen Testament, der den wahren Sinn des Textes aufschließen, aufzeigen sollte. Die intendierten Leser waren Pfarrer, die Anregungen bei der Predigtvorbereitung suchten. Gnomon bedeutet Zeiger, ursprünglich den Schattenzeiger an der Sonnenuhr; mit dieser emblematisch (sinnbildlich) ausgerichteten Begriffswahl wies Bengel auf sein Interesse an der seiner Ansicht nach chronologisch fassbaren, berechenbaren Heilsgeschichte hin. Der Gnomon ist in fast dreißigjähriger Arbeit allmählich gewachsen. Das ist ihm anzumerken. Kennzeichnend sind die knappen, pointierten Formulierungen, an denen Bengel erkennbar lange feilte. Obwohl Bengel die wissenschaftliche Literatur seiner Zeit heranzog, wurde diese so eingeschmolzen, dass der Extrakt in schlichter Form präsentiert werden konnte. Angereichert wurde dieser Extrakt mit Lebensweisheiten, praktischen Nutzanwendungen und kleinen exegetischen Entdeckungen. Das war kurzweilig zu lesen, wie es zeitgenössischer Pädagogik entsprach.
Der Gnomon und die Erklärte Offenbarung Johannis (1742) sind beim Thema Endzeit aufeinander bezogen und sollten sich nach Bengels Absicht ergänzen. Der Kommentar zu Hebr 12,24  enthält Bengels Lehre vom Blut Christi, neben seinen Endzeitberechnungen ein zweites für Bengel kennzeichnendes Thema. Bengel zufolge war Jesus Christus während seiner Passion wie ein geschächtetes Opfertier vollständig ausgeblutet. Das vergossene Blut existierte außerhalb seines Körpers unverwest fort. Der auferstandene Christus bringe als himmlischer Hohepriester die Gesamtheit seines eigenen Blutes im himmlischen Heiligtum täglich dar. Diese Lehre leistete für Bengel zweierlei. Sie war eine Alternative zur Herrnhuter Blut- und Wundenfrömmigkeit. Sie bot aber auch kontroverstheologisch die Möglichkeit, römisch-katholische Heilig-Blut-Reliquien sowie die Konkomitanzlehre zu bestreiten. Während Bengels Endzeitvorstellungen Motive aus dem radikalen Pietismus aufnahmen, war seine Blut-Christi-Lehre eine individuelle Weiterentwicklung der altlutherischen Soteriologie. Darum betonte Bengel auch, dass seine Blutlehre in große biblische Zusammenhänge eingebettet sei (Christologie, Gottes- und Trinitätslehre, Eschatologie), und kritisierte an Zinzendorfs Leidensmystik, sie sei einseitig.

### Schriften zur Heilsgeschichte
Bengel sah seine Berechnungen zur Heilsgeschichte als Frucht seiner Bibelauslegung. Sie zirkulierten zunächst handschriftlich im Freundeskreis: Apocalyptische Advents-Gedancken (1730) und Apocalyptische Oster-Gedancken (1732). Im Jahr 1734 trat Bengel erstmals an eine größere Öffentlichkeit: Sein Beitrag Grund-Riß Einer genauen und doch ungezwungenen Erklärung Der Offenbahrung Jesu Christi erschien in der von Johann Jacob Moser herausgegebenen Zeitschrift Altes und Neues aus dem Reich Gottes. Noch sehr verhalten vertrat Bengel im Grund-Riß die Theorie, dass mit dem apokalyptischen Tier (vgl. Offb 11,7 , Offb 13,1 ) das Papsttum gemeint sei. Der Grund-Riß enthielt auch eine bis zum Jahr 1208 ausgeführte Zeittafel und beschäftigte den württembergischen Zensor, der von Bengel weitere Erläuterungen forderte. Die nächsten Schriften Bengels machen deutlich, dass er die in der Johannesoffenbarung genannten „Wehe“ als Epochenbezeichnungen verstand; das Interesse richtete sich nun auf die Identifikation der Epoche, die in Offb 11,14–15  und Offb 12,12  als „drittes Weh“ bezeichnet wird. Diese Epoche hatte, so spekulierte Bengel im Anschluss an Campegius Vitringa, im Jahr 1073 begonnen, als Papst Gregor VII. eine „geistlich-weltliche Monarchie“ errichtete. Sie würde Anfang des 19. Jahrhunderts enden. Bengel und seine Zeitgenossen lebten also in dieser sich dem Ende zuneigenden Epoche. Das war für Bengel eine Hoffnungsbotschaft: „Wir sagen abermahl: der längst-erwartete, hochwichtige, blutige, herrliche Sprung aus dem dritten bittern Weh in das süsse zwantzigste Capitel … [= das Tausendjährige Reich, Offb 20,1–6 ] ist nimmer weit. Amen.“

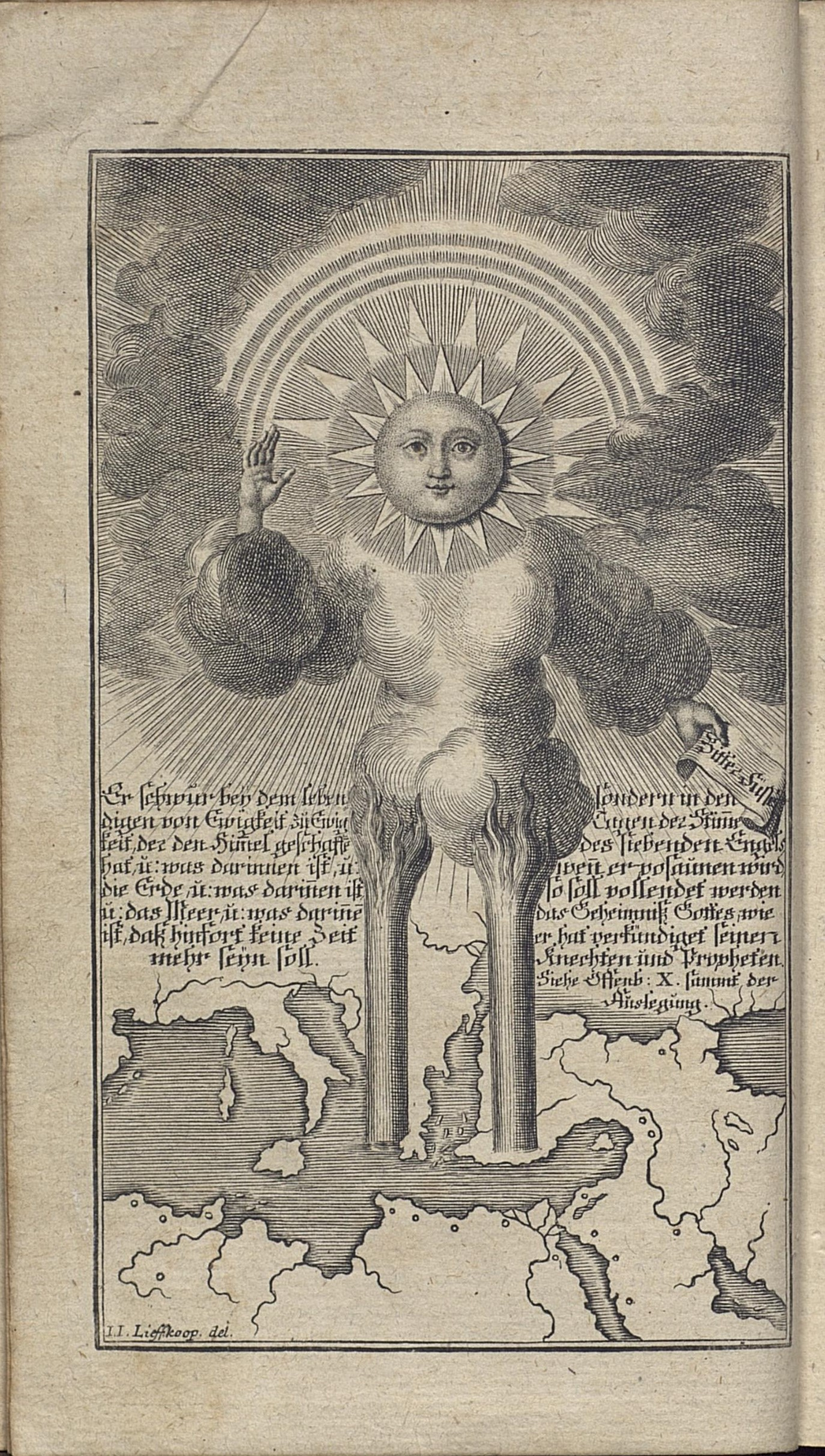
Erklärte Offenbarung Johannis, Titelbild: Der Engel mit dem Büchlein (vgl.)

Im Jahr 1740 erschien die Erklärte Offenbarung Johannis, worin Bengel seine eigene Neuübersetzung der Johannesoffenbarung vorstellte. Eine solche (je nach Blickwinkel) Konkurrenz oder Ergänzung zur Lutherbibel fertigte Bengel auch für das ganze Neue Testament an. Sie erschien aber erst postum, da der Protest der altlutherischen Orthodoxie absehbar war. Bei der Johannesoffenbarung ließ es Bengel darauf ankommen. Schon bei der textkritischen Arbeit hatte dieses Buch eine (von Wettstein kritisierte) Sonderbehandlung erhalten – nun sieht man, warum. Nach einer Vers-für-Vers-Kommentierung der Offenbarung kam Bengel zu einem „Versuch einer apocalyptischen Zeit-Tafel“, beginnend mit der Geburt Christi bis zum Sturz des apokalyptischen Tiers und dem Beginn der tausendjährigen Gefangenschaft des Satans, die er auf das Jahr 1836 datierte. „Hernach: Loslassung des Satans auf eine kleine Frist. Anfang der 1000 Jahr, in welchen die Heiligen regieren, Cap. XX,3.4. – Ende der kleinen Frist, Cap. XX,7. – Ende der Welt, Cap. XX,11. – Alles neu, Cap. XXI, XXII.“ Dieses Jahr 1836 sei ein „großer Termin“, man dürfe sich aber auch nicht darauf fixieren. In den 1740er Jahren sei geduldiges Ausharren gefragt, Flucht bringe gar nichts. Das Jahr 1836 markierte in Bengels System nicht das Weltende, sondern den Beginn einer tausendjährigen guten Zukunft für die Menschheit, die durch Wohlstand, Frieden, langes Leben und einen brüderlichen Umgang der Obrigkeiten mit ihren Untertanen gekennzeichnet sein würde. Der Jerusalemer Tempel würde wieder aufgebaut, und alle noch ausstehenden Verheißungen des Alten Testaments würden sich erfüllen.
Ein Jahr später ließ Bengel der eher volkstümlich gehaltenen, deutschen Erklärten Offenbarung Johannis ein lateinisches Lehrbuch folgen, das die theoretischen Grundlagen seiner eschatologischen Geschichtsdeutung enthielt. Hatte Bengel bisher nur den Zeitraum von der Himmelfahrt Christi bis zum Weltende betrachtet, so wurde nun die gesamte Weltgeschichte seit der Schöpfung erfasst. Besondere Aufmerksamkeit erhielten die im Alten Testament mitgeteilten Geschichtsdaten, die mit außerbiblischen Chronologien, beispielsweise der Chinesen und Ägypter, in Beziehung gesetzt wurden (wobei die biblische Zeitrechnung sich für Bengel immer als überlegen erwies). Die Erklärte Offenbarung wurde in Esslingen gedruckt. 1745 folgte Cyclus oder Betrachtung über das große Jahr der Sonne, des Mondes, der Sterne, ein schmaler Band, mit dem sich Bengel auf das Feld der Astronomie begab, gedruckt in Ulm. Bengel vermied mit den beiden reichsstädtischen Druckorten die Kontrolle durch den württembergischen Zensor. Im Cyclus vertrat Bengel die These, dass die Umlaufzeiten der Gestirne in verschlüsselter Form in der Johannesoffenbarung enthalten seien und postulierte die Zeiteinheiten Chronus (= 1111 1/9 Jahre) und Tempus (= 222 2/9 Jahre). Nach 252 Chroni (= 280.000 Jahren) kehrten die Gestirne wieder in ihre Ausgangsstellungen zurück, dies sei die vom Schöpfer festgelegte Dauer der Schöpfung. Bengel versuchte im Cyclus, der fachwissenschaftlichen Astronomie seiner Zeit gerecht zu werden und die große Harmonie alles Geschaffenen aufzuzeigen.
Bengel grenzte sich von der Apokatastasis-Lehre ab, wie sie im radikalen Pietismus vertreten wurde, und lehrte übereinstimmend mit der Confessio Augustana (Artikel 17) einen doppelten Ausgang der Weltgeschichte (ewige Seligkeit versus ewige Höllenstrafe). Ein exegetischer Hilfsgedanke ermöglichte es ihm aber, diese lutherisch-orthodox anmutenden Aussagen „relativierend zu überbieten“: Bengel zufolge muss man beim neutestamentlichen Sprachgebrauch zwischen einer „unendlichen Ewigkeit“ und einer „gemessenen Ewigkeit“ unterscheiden; biblische Aussagen über eine „ewige Pein“ thematisieren demnach die gemessene, nicht die unendliche Ewigkeit.
Mit seinen Endzeitberechnungen stand Bengel nicht allein. Der separatistische pietistische Reiseprediger Johann Christian Seitz veröffentlichte seit 1718 seine eigenen, mit hohem Selbstbewusstsein vorgetragenen apokalyptischen Berechnungen. Bengel und Seitz lieferten sich über Jahre literarische Auseinandersetzungen. Im gemäßigten kirchlichen Spektrum wurden Bengels Berechnungen kontrovers diskutiert. Beispielsweise hielt der Stuttgarter Hofprediger und Konsistorialrat Johannes Oechslin die Aufschlüsselung der in der Johannesoffenbarung vorkommenden Zahlen für gewagt und schlug vor, das apokalyptische Tier nicht mit dem Papsttum, sondern mit einem säkularen Staat zu identifizieren. Der Stuttgarter Regierungsrat Christoph Wilhelm Dieterich wandte sich gegen die Deutung der Zahlen in der Offenbarung als Jahreszahlen, insbesondere die Deutung der Sechshundertsechsundsechzig auf die Zeit des Papsttums, die in Bengels System eine zentrale Rolle spielt. Aber für Bengel war die antikatholische Grundausrichtung seines Weltbilds nicht verhandelbar. Neben diesen skeptischen Stimmen zeigt Bengels Briefwechsel auch große, teilweise begeisterte Zustimmung. Einige seiner Anhänger (Oetinger, Johann Ludwig Fricker, Christoph Karl Ludwig von Pfeil, Magnus Friedrich Roos) hielten Bengels Endzeitberechnungen für göttlich inspiriert. Es gab auch naive Bewunderer. Beispielsweise fragte der Stadtammann von Donauwörth 1744 bei Bengel an, welche Zukunft denn seiner Reichsstadt bevorstehe – Bengel antwortete, dass es keine Spezialoffenbarungen für einzelne Städte gebe.

## Wirkung

### Bengel als Textkritiker
Nicht die große Quartausgabe, sondern die Handausgabe von Bengels Neuem Testament wurde zu seinen Lebzeiten stark nachgefragt und bis 1790 sechsmal aufgelegt. Durch kein Urheberrecht beschränkt, wurden sowohl die Quart- als auch die Oktavausgabe mehrfach nachgedruckt; durch den Nachdruck John Gambolds (Oxford 1742) strahlte Bengels Werk bis nach England aus. Zunehmend mischte sich Bengels Edition mit der von Wettstein, Griesbach und anderen; so soll dem Kommentarwerk Johann Benjamin Koppes 1778–1812 zwar der Text von Bengels Oktavausgabe zugrunde liegen, tatsächlich ist das aber nur eingeschränkt der Fall. Zinzendorf legte auf Anregung Oetingers Bengels Oktavausgabe 1739 seiner deutschen Übersetzung des Neuen Testaments zugrunde; da diese umstritten war, geriet auch Bengel ins Zwielicht.
Eduard Reuss urteilte 1887, Bengel habe als erster Lutheraner überhaupt mit der Textkritik „ein in seiner Sphäre ganz neues und verdächtiges Geschäft“ betrieben und sowohl mit seiner Methode, die Varianten nach ihrem Wert zu klassifizieren, als auch mit der Idee der Textfamilien Zukunftsweisendes geschaffen. Er sei aber als Textkritiker zunächst kaum rezipiert worden: „Das Zeitalter war mit diesen Dingen noch nicht vertraut und Pietismus und Orthodoxie, sonst so feindselig getrennt, hüteten mit gleichem Eifer den Buchstaben ihrer neutestamentlichen Masora.“ Reuss war auch der einzige, der die Bengel’schen textkritischen Einzelentscheidungen überprüfte. Er ermittelte 1872, dass sich von Bengels 149 α-Varianten 129 allgemein durchgesetzt hätten; von den 118 β-Varianten seien 83 allgemein anerkannt worden.
Die Herausgeber von klassischen kritischen Editionen des griechischen Neuen Testaments im ausgehenden 19. Jahrhundert sahen Bengel als Vorbild und brachten das durch Zitate Bengels zum Ausdruck, die sie ihrer Edition als Motto voranstellten.

„Ipsa summa in libris omnibus salva est, ex Dei Providentia: sed tamen illam ipsam providentiam non debemus eo allegare, ut a lima quam accuratissima deterreamur. Eorum, qui praecessere, neque defectum exagitabimus, neque ad eum nos adstringemus; eorum, qui sequentur, profectum, neque postulabimus in praesenti, neque praecludemus in posterum. quaelibet aetas pro sua facultate veritatem investigare et amplecti, fidelitatemque in minimis et maximis praestare debet. (Durch Gottes Vorsehung wurde diese Gesamtheit in allen Büchern bewahrt. Trotzdem dürfen wir uns nicht mit dem Verweis auf die Vorsehung von einer möglichst genauen Prüfung abhalten lassen. Die Fehler unserer Vorgänger werden wir nicht übertreiben, uns aber auch nicht an diese binden. Unsere Nachfolger werden wir gegenwärtig zu nichts verpflichten noch für die Zukunft etwas ausschließen. Jede Generation muss die Wahrheit den eigenen Fähigkeiten entsprechend erforschen und anerkennen; Treue muß man im Kleinsten und im Größten üben.)“

Dieses Zitat Bengels wählten Brooke Foss Westcott und Fenton John Anthony Hort 1881 als Motto für The New Testament in the Original Greek. Das Vorwort von Philip Schaff, welches einen Überblick über die Geschichte der neutestamentlichen Textkritik gibt, würdigt insbesondere Bengels Kriterien zur Bewertung der Varianten zum Textus receptus und wegen der Entdeckung von Textfamilien.
In seiner Einführung in das Griechische Neue Testament urteilte Eberhard Nestle 1909, Bengel sei „nicht energisch genug“ gewesen, wenn er im Haupttext keine Lesart aufnehmen wollte, die nicht bereits in einer der älteren, etablierten Druckausgaben belegt sei. Immerhin war Bengel in der Lage, dem Textus receptus überlegene Lesarten zu ermitteln. „Noch wichtiger war, daß er gesunde kritische Grundsätze aufstellte, daß man die Zeugen nicht zählen, sondern wägen, d. h. klassifizieren müsse, wobei er erstmals zwei große Gruppen oder Familien unterschied“. Ausführlicher ging Nestle in dem Artikel Bengel als Gelehrter auf die klassischen, patristischen und neutestamentlichen Texteditionen Bengels ein. Das von Eberhard und seinem Sohn Erwin Nestle herausgegebene Novum Testamentum Graece stand unter dem Motto Bengels: Te totum applica ad textum, rem totam applica ad te („Wende du dich ganz dem Text zu, wende die Sache ganz auf dich an.“) – was sich erst 1979 mit der von Kurt Aland herausgegebenen 26. Auflage änderte.

### Bengel als Exeget
John Wesley nutzte den Gnomon des „großen Bengelius“ als Hauptquelle für seine Explanatory Notes upon the New Testament (1755). Der Vergleich beider Kommentare zeigt, dass die Explanatory Notes im Wesentlichen eine gekürzte Übersetzung oder Paraphrase des Gnomon sind. Englische Übersetzungen des ganzen Gnomon, mehrfach aufgelegt, erschienen in der zweiten Hälfte des 19. Jahrhunderts, 1877/78 auch eine schwedische Übersetzung.
Bengel hat den großen Erfolg seines Gnomon nicht mehr miterlebt. Die zweite Auflage wurde 1759 von seinem Schwiegersohn Philipp David Burk herausgegeben, die dritte Auflage 1773 von seinem Sohn Ernst Bengel. Beide fühlten sich frei, den Kommentar mit Zitaten aus anderen Werken Bengels anzureichern und ihn auf diese Weise zur Summe von Bengels Exegese zu machen. Die weitere Rezeption bezog sich auf die dritte Auflage. Karl Friedrich Werner veröffentlichte 1853/54 eine deutsche Übersetzung, die den erbaulichen Trend noch verstärkte. Philologische Anmerkungen Bengels wurden von Werner gestrichen, Bengel-Zitate aus anderen Schriften eingefügt, ergänzt um Betrachtungen aus dem populären Gesangbuch des Bengel-Schülers Hiller. Werners Übersetzung wurde immer wieder nachgedruckt. Der Gnomon stieg dadurch, so Ulrich Wilckens, zum „paradigmatischen Widerpart zur historisch-kritischen Exegese“ auf. „Die großen biblisch-theologischen Exegeten der ‚positiven‘ Gegenfront bis hin zu Adolf Schlatter und Julius Schniewind sind alle, was die gründlich-genaue Detailarbeit betrifft, bei Bengel in die Schule gegangen.“ Kennzeichnend für Bengel als Vorbild des erbaulichen Bibelstudiums ist ein ihm zugeschriebener Ausspruch, der sich 1887 bei Wilhelm Claus in einer viel gelesenen Publikation findet: „Trage nichts in die Schrift hinein, aber schöpfe alles aus ihr und lasse nichts von dem zurück, was in ihr liegt.“
Bengels Lehre vom Blut Christi wurde in den 1760er Jahren von dem Leipziger Theologen Johann August Ernesti aus aufklärerischer Perspektive als skurrile Sonderlehre kritisiert. Ernst Bengel versuchte die Anschauungen seines Vaters dagegen zu verteidigen. Im 19. Jahrhundert knüpfte der Tübinger Biblizist Johann Tobias Beck an Bengels Blut-Christi-Lehre, die er vermittelt über Oetinger rezipierte, positiv an. Ulrich Köpf charakterisiert dies als einen Versuch, „in einer die Erkenntnisse anderer Wissenschaften souverän missachtenden Weise, die biblischen Vorstellungen vom menschlichen Blut im allgemeinen und vom Blut Christi im besonderen in einen systematischen Zusammenhang zu bringen“, der in der evangelischen Frömmigkeit kein Echo mehr gefunden habe.

### Bengel als Chiliast
Johann August Ernesti zufolge waren die Mitglieder der von ihm so bezeichneten „Bengelschen Sekte“ Württemberger. Ernestis Urteil verstellte aber den Blick dafür, dass Bengels Rezeption in Württemberg zwar am stärksten war, aber nicht auf das Herzogtum beschränkt blieb, sondern bis „nach Leipzig (Crusius und seine Schule), nach Baden (Jung-Stilling), in die Schweiz, in den rheinischen Pietismus“ reichte.
Als Schüler Bengels im engeren Sinne gelten der Liederdichter Philipp Friedrich Hiller, der Tübinger Theologieprofessor Jeremias Friedrich Reuß und der Erbauungsschriftsteller Johann Christian Storr. Andere Schüler Bengels entwickelten ein eigenes Profil, vor allem der christliche Kabbalist Friedrich Christoph Oetinger. Zum Kreis um Oetinger wiederum gehört der mathematisch und mechanisch hochbegabte Philipp Matthäus Hahn. Ausdruck seiner Faszination für die von Bengel inspirierte Zeitberechnung ist die für Herzog Carl Eugen konstruierte Ludwigsburger Weltmaschine (1768/1769), die sich im Landesmuseum Württemberg in Stuttgart befindet. Sie „enthielt neben den konkurrierenden Modellen des ptolemäisch-geozentrischen und des heliozentrischen Systems einen ‚Weltzeitzähler‘ mit Angaben zum Gang der Weltgeschichte nach biblischen Angaben. Demnach sollte 1836 die tausendjährige ‚gute Zeit der Kirche Christi‘ anbrechen.“ Hahn hielt am Termin 1836 fest, erwartete aber spätestens seit 1780 ebenso wie Oetinger und anders als Bengel eine erste Wiederkunft Christi auf Erden. Christus würde freilich nicht unmittelbar seine Herrschaft antreten; insofern teilte er mit den meisten protestantischen Chiliasten ein postmillenaristisches Konzept, das sie von radikaleren Gruppen unterschied.
Die Auswirkungen der Französischen Revolution verstärkten um 1800 unter separatistischen Pietisten die Auswanderungsbereitschaft. Als im frühen 19. Jahrhundert Missernten auftraten und Württemberg in eine schwere Krise stürzte, kam es 1816/1817 zu einer starken Auswanderungsbewegung in den Kaukasus, das damalige Südrussland (siehe auch Kaukasiendeutsche). Da Palästina wegen der osmanischen Herrschaft nicht zugänglich war, wollte man dem wiederkommenden Christus wenigstens ein Stück weit entgegenziehen. Martin Brecht zufolge wehte bei der Ostauswanderung „Bengels Geist ein wenig durch die Weltgeschichte“. Bengel hatte die Bedeutung des Ostens in der Endgeschichte betont, Johann Heinrich Jung-Stilling bestätigte und verstärkte dieses Motiv; die politischen Ereignisse (Heilige Allianz) hatten außerdem zur Folge, dass sich auf den Zaren Alexander I. als Beschützer der Christenheit starke Hoffnungen richteten.
Für das Jahr 1821 ist dokumentiert, was in den pietistischen Privatversammlungen Württembergs gelesen wurde. An erster Stelle steht die Bibel, dann Hillers Gesangbuch, und dann folgt das Schrifttum Bengels, vor allem die Erklärte Offenbarung Johannis (1740) und die Sechzig erbaulichen Reden über die Offenbarung Johannis (1748). „Bengel scheint für die Versammlungen gewissermaßen der chiliastische Normaltheologe gewesen zu sein.“ Für manche Württemberger Pietisten war die Planung auf diesen Termin hin alltagsrelevant: 1819 wurde die Evangelische Brüdergemeinde Korntal gegründet. „Der Kaufvertrag für das Rittergut Korntal legte Ratenzahlungen fest, die bis 1836 terminiert waren, bis zu dem von Bengel errechneten Beginn des göttlichen Friedensreiches!“
Je näher das Jahr 1836 rückte, desto größer wurde die Unruhe in der Bevölkerung. Für pietistische Pfarrer wie Ludwig Hofacker war das eine ambivalente Situation: Sie wollten krasse Missverständnisse der Schriften Bengels korrigieren, waren aber selbst gegenüber Bengels Berechnungen skeptisch. Andererseits wollten sie nicht die Autorität des allseits geschätzten Bengel untergraben. Hofacker half sich so, dass er immer nur über die Gegenwart predigte und Zukunftsszenarien vermied. Wenn Bengels System zutraf, mussten ab 1829 einige Entwicklungen in Gang kommen. In der Krisenstimmung der 1830er Jahre wurden politische, kirchliche, aber auch regionale Wetterereignisse als „Zeichen der Zeit“ gedeutet, und je wichtiger ihre Identifikation wurde, desto mehr tat sich ein Widerspruch zu Bengel auf. Denn er hatte beansprucht, seine Endzeitberechnungen allein aus der Bibel gewonnen zu haben.

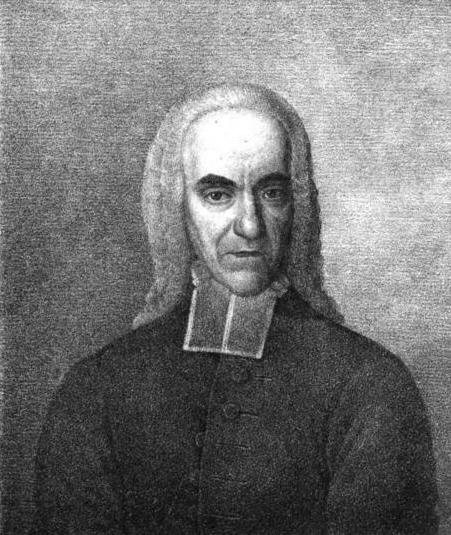
Porträt Bengels in Burks Biografie 1831

Johann Christian Friedrich Burk, ein Urenkel Bengels, verfasste eine erbauliche Biografie seines berühmten Vorfahren. Die Quintessenz war: Nicht die Richtigkeit von Bengels Berechnungen ist wichtig, sondern die Warnung vor Separatismus, Katholizismus und Unglauben, die Bengel damit verbunden habe. Burk zufolge war Bengel hinsichtlich der Zukunft kein Prophet, sondern ein Forscher, und Forscher können irren. Burk hatte den Astronomen Johann Friedrich Wurm um eine Überprüfung von Bengels Berechnungen gebeten, die er in seine Bengel-Biografie einbauen wollte. Wurm überprüfte also die Arbeit des Naturwissenschaftlers Bengel, ohne sich mit dem Exegeten Bengel zu befassen. Er erklärte Bengels Methoden bei seinen astronomischen Berechnungen für ungenau, den chronologischen Grundannahmen fehlten sichere Beweise. Das konnte Burk für seine Biografie nicht verwenden, also ließ Wurm seine Widerlegung Bengels selbst drucken. Burk hatte insofern Glück, als Wurms fachwissenschaftliche Widerlegung schwer verständlich war und im großen Lager der Verehrer Bengels daher kaum rezipiert wurde. Als Herausgeber der Zeitschrift Christenbote gelang es Burk, pietistisch-aufklärerisch in die Anhängerschaft Bengels hineinzuwirken und die Enttäuschung nach dem Scheitern der Bengel’schen Berechnungen aufzufangen. Bengel wurde zur Vaterfigur des württembergischen Pietismus stilisiert, an dem nun vor allem der erbaulich gelesene Gnomon und seine Leistungen in der Exegese interessierten. Jährliche Missionsfeste dienten der Selbstdarstellung in der Öffentlichkeit, und die Propagierung der Sonntagsheiligung gab den Württemberger Pietismus nicht nur ein neues Thema, so Michael Kannenberg, sondern auch eine neue Zeitwahrnehmung: nicht mehr die lineare Ausrichtung auf endzeitliche Ereignisse, sondern eine zyklische Feier von Sonntagen im Kirchenjahr.
Brecht sieht das pietistische Interesse an Bengels Schrifttum im späteren 19. und im 20. Jahrhundert kritisch. Bengel sei verwundbarer als andere pietistische Autoren, da seine Ergebnisse großteils überprüfbar und falsifizierbar waren. Es sei deshalb unmöglich, „mit Bengels Realismus moderne Anfragen zu erledigen“.

## Literarische Rezeption
Robert Minder thematisierte Bengels Wirkung auf Friedrich Schiller. Bengel wurde beispielsweise von Ernst Benz unter die „Geistesahnen“ des deutschen Idealismus gerechnet; gedacht ist hier insbesondere an Friedrich W. J. Schellings Geschichtsphilosophie.
Eduard Mörikes Gedicht Der Alte Thurmhahn (1840) beschrieb die Studierstube des Pfarrers von Cleversulzbach. Der Blick geht über die Geranien und Reseden auf dem Fensterbrett, den gediegenen Schreibtisch mit Konkordanz, Oblatenschachtel und Kirchensiegel, Schreibzeug und Armsessel zum Bücherschrank:
„Da stehn in Pergament und Leder

Vornan die frommen Schwabenväter:

Andreä, Bengel, Rieger zween,

Sammt Ötinger sind da zu sehn.“
Hermann Hesse griff 1906 Mörikes Idyll einer pietistischen Gelehrtenstube in seiner Erzählung Unterm Rad auf. Der Protagonist Hans Giebenrath betritt das Studierzimmer seines Pfarrers, das nichts von der Atmosphäre der Mörike’schen Stube mehr hat: kein Blumen- und Tabakduft, aber jede Menge moderner Bücher, unter denen die von Mörike genannten Schwabenväter fehlten oder „verschwanden“. Unterm Rad kontrastiert zwei theologische Welten: „Die wissenschaftliche Theologie von Hans’ Pfarrer wird mit Tod und Zweifel, die mystische Herzenstheologie Flaigs und der Schwabenväter mit Leben und Glauben assoziiert.“
In Hesses Roman Das Glasperlenspiel berichtet der Biograf, dass der Magister Ludi Josef Knecht damit gescheitert sei, den fiktiven Lebenslauf eines württembergischen Theologen im 18. Jahrhundert niederzuschreiben, der ein Schüler Bengels, ein Freund Oetingers und ein Gast Zinzendorfs gewesen sei. Bengel wird dabei zum „heimlichen Vorläufer und Ahnen unseres Spiels“: „… Bengel hat nicht bloß ein Nebeneinander der Wissens- und Forschungsgebiete angestrebt, sondern ein Ineinander, eine organische Ordnung, er war unterwegs auf der Suche nach dem Generalnenner. Und das ist einer der elementaren Gedanken des Glasperlenspiels.“

## Ehrungen

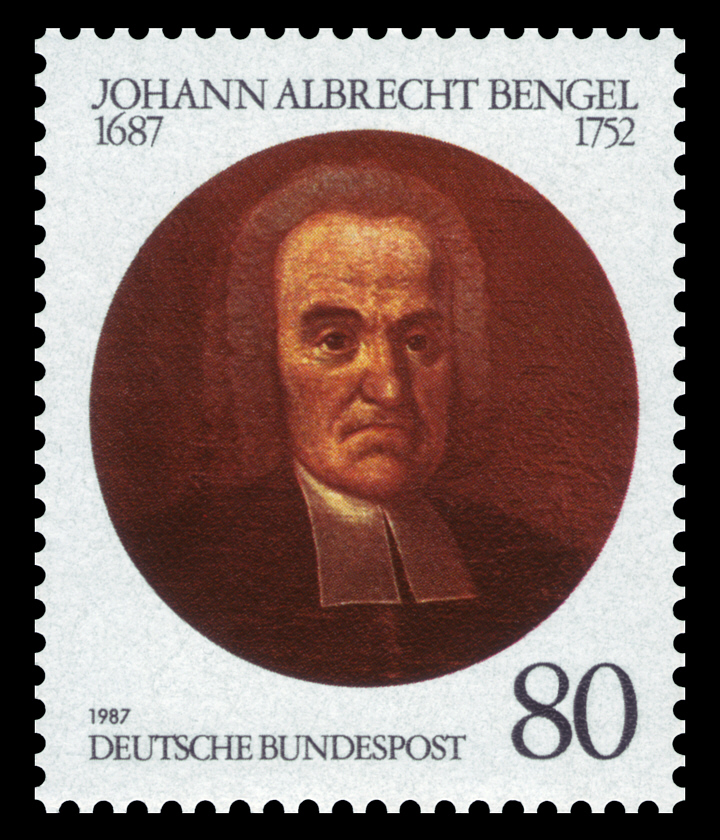
Sonderbriefmarke 300. Geburtstag von Johann Albrecht Bengel (1687—1752)

- Die Evangelische Kirche in Deutschland erinnert mit einem Gedenktag im Evangelischen Namenkalender am 2. November an Bengel.[109]
- Anlässlich des 300. Geburtstages von Johann Albrecht Bengel gab die Deutsche Bundespost 1987 eine Sondermarke heraus.
- Das 1969 gegründete Albrecht-Bengel-Haus in Tübingen ist ein Studienhaus für pietistisch geprägte Theologiestudentinnen und -studenten. Den gleichen Namen trägt auch ein evangelisches Gemeindehaus in Bengels Geburtsort Winnenden.
- Das „Bengelstüble“ in Bengels ehemaligem Amtszimmer im Kloster Denkendorf war als literarische Gedenkstätte in die Schwäbische Dichterstraße einbezogen.

## Werke (Auswahl)
- Prodromus Novi Testamenti Graeci Recte Cauteque adornandi. In: Johannis Chrysostomi De Sacerdotio […]. Metzler und Erhard, Stuttgart 1725, S. I–XXXIX (Digitalisat).
- Novum Testamentum Graecum
  - Quartausgabe: Η Καινη Διαθηκη. Novum Testamentum Graecum ita adornatum ut textus probatarum editionum medullam margo variantium lectionum in suas classes distributarum locorumque parallelorum delectum apparatus subiunctus criseos sacrae Millianae praesertim compendium, limam, supplementum ac fructum exhibeat inserviente Jo. Alberto Bengelio. Cotta, Tübingen 1734 (Text: Digitalisat – Internet Archive; MDZ – Apparat: Digitalisat – Internet Archive; MDZ; Quartausgabe im VD 18.).
  - Oktavausgabe (Handausgabe): Η Καινη Διαθηκη. Novum Testamentum Graecum ; Ita Adornatum ut In Textu Medulla Editionum Probatarum Retineatur, Atque In Margine Ad Discernendas Lectiones Genuinas, Ancipites, Sequiores, Ansa Detur. Faber, Stuttgart 1734 (Nachweis im VD 18.; Digitalisat in der Google-Buchsuche).
- Erklärte Offenbarung Johannis oder vielmehr Jesu Christi […], Christoph Erhard, Frankfurt und Leipzig 1740 (Digitalisat).
- Gnomon Novi Testamenti, in quo ex nativa verborum vi simplicitas, profunditas, concinnitas, salubritas sensuum coelestium indicatur. Schramm, Tübingen 1742 (Gnomon im VD 18.).
- Werke und Briefwechsel (= Texte zur Geschichte des Pietismus, 6)
  - Band 1: Briefe 1707–1722, hrsg. von Dieter Ising. Vandenhoeck & Ruprecht, Göttingen 2008, ISBN 978-3-525-55852-2, (Digitalisat).
  - Band 2: Briefe 1723–1731, hrsg. von Dieter Ising. Vandenhoeck & Ruprecht, Göttingen 2012, ISBN 978-3-525-55862-1.
  - Band 3: Briefe 1732–April 1741, hrsg. von Dieter Ising. Vandenhoeck & Ruprecht, Göttingen 2022, ISBN 978-3-525-55872-0.
- Der Gnomon. Lateinisch-deutsche Teilausgabe der Hauptschriften zur Rechtfertigung: Römer-, Galater-, Jakobusbrief und Bergpredigt. Nach dem Druck von 1835/36 hrsg. und übers. von Heino Gaese. Francke, Tübingen 2003, ISBN 3-7720-8018-9.

### Fachlexika
- Martin Brecht: Bengel, Johann Albrecht. In: Theologische Realenzyklopädie (TRE). Band 5, de Gruyter, Berlin / New York 1980, ISBN 3-11-007739-6, S. 583–589.
- Martin H. Jung: Bengel, Johann Albrecht. In: Religion in Geschichte und Gegenwart (RGG). 4. Auflage. Band 1, Mohr-Siebeck, Tübingen 1998, Sp. 1299–1300.
- Karl Hermann: Bengel, Albrecht. In: Neue Deutsche Biographie (NDB). Band 2, Duncker & Humblot, Berlin 1955, ISBN 3-428-00183-4, S. 47 (Digitalisat).
- Werner Raupp: Art. Bengel, Johann Albrecht (1687–1752). In: Heiner F. Klemme, Manfred Kuehn (Hrsg.): The Dictionary of Eighteenth-Century German Philosophers. ISBN 978-0-8264-1862-3, Band 1. Continuum, London/New York 2010, S. 92–95.
- Werner Raupp: Bengel, Johann Albrecht. In: Biographisch-Bibliographisches Kirchenlexikon (BBKL). Band 22, Bautz, Nordhausen 2003, ISBN 3-88309-133-2, Sp. 84–110 (Artikel/Artikelanfang im Internet-Archive).(mit ausführlicher Bibliographie).

### Monographien
- Friedhelm Groth: Die „Wiederbringung aller Dinge“ im Württembergischen Pietismus. Theologiegeschichtliche Studien zum eschatologischen Heilsuniversalismus württembergischer Pietisten des 18. Jahrhunderts (= Arbeiten zur Geschichte des Pietismus. 21). Vandenhoeck & Ruprecht, Göttingen 1984, ISBN 3-525-55805-8, besonders S. 61–88 (Digitalisat).
- Karl Hermann: Johann Albrecht Bengel. Der Klosterpräzeptor von Denkendorf. Sein Werden und Wirken nach handschriﬅlichen Quellen dargestellt. Calwer Vereinsbuchhandlung, Stuttgart 1937 (Nachdruck Stuttgart 1987, ISBN 3-7668-0844-3).
- Martin H. Jung: „Ein Prophet bin ich nicht…“ Johann Albrecht Bengel, Theologe – Lehrer – Pietist (= Calwer Taschenbibliothek. 97). Calwer Verlag, Stuttgart 2002, ISBN 3-7668-3793-1.
- Gottfried Mälzer: Johann Albrecht Bengel: Leben und Werk. Calwer Verlag, Stuttgart 1970.
- Gottfried Mälzer: Bengel und Zinzendorf: Zur Biographie und Theologie Johann Albrecht Bengels. Luther-Verlag, Witten 1968.

### Artikel
- Kurt Aland: Bibel und Bibeltext bei August Hermann Francke und Johann Albrecht Bengel. In: Ders.: Pietismus und Bibel (= Arbeiten zur Geschichte des Pietismus. 9). Luther-Verlag, Bielefeld 1970, ISBN 3-7858-0019-3, S. 89–147 (Digitalisat).
- Martin Brecht: Johann Albrecht Bengels Theologie der Schrift. In: Zeitschrift für Theologie und Kirche 64 (1967), ISSN 0044-3549, S. 99–120, JSTOR:23584510.
- Martin Brecht: Bibelmystik. Johann Albrecht Bengels Verhältnis zur Schrift und zur Mystik. In: Blätter für württembergische Kirchengeschichte 73/74 (1973/74), ISSN 0341-9479, S. 4–21.
- Martin Brecht: Johann Albrecht Bengels Lehre vom Blut Christi. In: Blätter für württembergische Kirchengeschichte 73/74 (1973/74), ISSN 0341-9479,S. 22–46.
- Hermann Ehmer: Johann Albrecht Bengel (1687–1752). In: Carter Lindberg (Hrsg.): The Pietist Theologians: An Introduction to Theology in the Seventeenth and Eighteenth Centuries. Blackwell, Malden 2005, ISBN 0-631-23517-5, S. 224–238.
- Ulrich Gäbler: Johann Albrecht Bengel und seine Nachwirkungen. In: Martin Brecht (Hrsg.): Geschichte des Pietismus. Bd. 4. Glaubenswelt und Lebenswelten. Vandenhoeck & Ruprecht, Göttingen 2004, ISBN 3-525-55349-8, S. 33–36.
- Heino Gaese: Zu Johann Albrecht Bengels ersten Editionen. In: Blätter für württembergische Kirchengeschichte 103 (2003), ISSN 0341-9479, S. 127–167.
- Dieter Ising: Radikaler Pietismus in der frühen Korrespondenz Johann Albrecht Bengels. In: Pietismus und Neuzeit 31 (2005), ISSN 0172-6943, ISBN 3-525-55903-8, S. 152–195.
- Dieter Ising: Die württembergischen Klosterschulen und Seminare zwischen Pietismus und Aufklärung: Der Klosterpräzeptor Johann Albrecht Bengel (1687–1752) und der Seminarist Johann Christoph Blumhardt (1805–1880). In: Blätter für württembergische Kirchengeschichte 107 (2007), ISSN 0341-9479, S. 105–119.
- Martin H. Jung: Johann Albrecht Bengel (1687–1752). In: Wolfgang Breul (Hrsg.): Pietismus Handbuch. Mohr Siebeck, Tübingen 2021, ISBN 978-3-16-159909-5, S. 160–168.
- Rolf Noormann: Frömmigkeit und Bildung: Johann Albrecht Bengels Denkendorfer Antrittsrede. In: Blätter für württembergische Kirchengeschichte 112 (2012), ISSN 0341-9479, S. 45–113.
- Rainer Riesner: Johann Albrecht Bengel und die Evangelien-Forschung: Anmerkungen zum Gnomon Novi Testamenti. In: Theologische Beiträge 18 (1987), S. 285–304 (Digitalisat).
- Adolf Martin Ritter: Das Chrysostomosbild im Pietismus am Beispiel Johann Albrecht Bengels. In: Martin Wallraff, Rudolf Brändle (Hrsg.): Chrysostomosbilder in 1600 Jahren: Facetten der Wirkungsgeschichte eines Kirchenvaters (= Arbeiten zur Kirchengeschichte, 105). De Gruyter, Berlin/Boston 2008, ISBN 3-11-019824-X, S. 347–372.
- Klaus Vondung: Apokalyptisch-esoterische Grundierungen des Strebens nach einer Universalwissenschaft – Bengel, Oetinger, Schelling. In: Monika Neugebauer-Wölk, Renko Geffarth, Markus Meumann (Hrsg.): Aufklärung und Esoterik: Wege in die Moderne (= Hallesche Beiträge zur Europäischen Aufklärung, 50). De Gruyter, Berlin/Boston 2013, ISBN 978-3-11-029778-2, S. 311–321.